# California
California es uno de los cincuenta estados que, junto con Washington D. C., forman los Estados Unidos. Su capital es Sacramento, y su ciudad más poblada, Los Ángeles. Está ubicado en la región oeste del país, división Pacífico, limitando al norte con Oregón, al este con Nevada, al sureste con el río Colorado que lo separa de Arizona, al sur con Baja California (México) y al oeste con el océano Pacífico. Con 39 538 223 habitantes, según el Censo de los Estados Unidos de 2020, es el estado más poblado y con 423 970 km², el tercero más extenso, por detrás de Alaska y Texas. Fue admitido en la Unión el 9 de septiembre de 1850 como el estado número 31.
Además, cuenta con las segunda y quinta áreas más pobladas de la nación, el Gran Los Ángeles y el Área de la Bahía de San Francisco y ocho de las ciudades más pobladas del país: Los Ángeles, San Diego, San José, San Francisco, Fresno, Sacramento, Long Beach y Oakland.
La zona estuvo poblada desde hace milenios por los nativos americanos antes de las primeras expediciones europeas en el siglo XVI. Estos pobladores se repartían en 105 pueblos indígenas americanos que hablaban los idiomas de seis familias lingüísticas diferentes. La Corona española colonizó las áreas de la costa del territorio en 1769, administrándolas a través del Virreinato de la Nueva España; tras la Guerra de la Independencia de México (1810-1821), California formó parte del territorio mexicano, primero como provincia imperial y después como territorio federal, hasta la invasión estadounidense de 1846-1848. Al término de la guerra y como condición para la paz, la República Mexicana fue obligada a ceder el territorio a los Estados Unidos en el Tratado de Guadalupe Hidalgo. La Fiebre del Oro en el período 1848-1849 provocó una inmigración de 90 000 estadounidenses procedentes del resto del país. Finalmente, California se convirtió en el trigésimo primer estado de Estados Unidos en 1850.
Si California fuera una nación independiente, sería la quinta economía del mundo, con un producto interior bruto (PIB) de alrededor de 3.20 billones de dólares (datos de 2021) lo que representa el 12.0 % del PIB de Estados Unidos, que asciende a un total de 20.5 billones de dólares; además, sería el 37.º estado en el mundo más poblado. Las principales actividades económicas del estado son la agricultura, el ocio, la tecnología, la energía eléctrica y el turismo. En California se localizan algunas de las ciudades económicas más importantes del mundo, tales como Los Ángeles (entretenimiento, ocio), el Valle Central (agricultura), Silicon Valley (informática y alta tecnología) y el Valle de Napa (vino).
Aunque sólo representa el 1,5 % de la economía del estado, la industria agrícola de California es la de mayor producción de todos los estados de EE. UU.
Las contribuciones notables a la cultura popular, por ejemplo en el entretenimiento y los deportes, tienen su origen en California. El estado también ha hecho notables contribuciones en los campos de la comunicación, la información, la innovación, el ecologismo, la economía y la política. Es la sede de Hollywood, la más antigua y una de las mayores industrias cinematográficas del mundo, que ha tenido una profunda influencia en el entretenimiento mundial. Se considera el origen de la contracultura hippie, de la cultura de la playa y del automóvil, y del ordenador personal, entre otras innovaciones.

## Toponimia

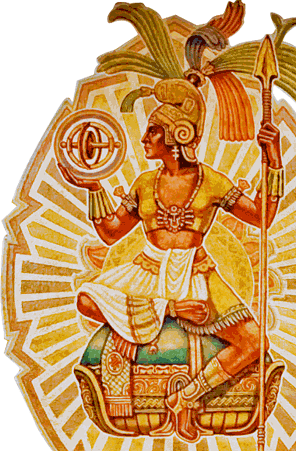
El nombre de California y su reina Calafia provienen de la epopeya Las sergas de Esplandián, escrita por Rodríguez de Montalvo en 1510.

La palabra California deriva del nombre de un paraíso ficticio, la isla de California, habitado por amazonas negras bajo el mando de la reina Calafia. Este mito aparece en una novela de caballerías de 1510, Las sergas de Esplandián, escrita por el escritor de aventuras castellano Garci Rodríguez de Montalvo. El reino de Calafia o Califia es descrito por Montalvo como una tierra remota habitada por grifos y otras extrañas bestias y rico en oro:

Es conocido que a mano derecha de las Indias hay una isla llamada California, muy cerca de esa parte del paraíso terrenal, que está habitada por mujeres negras, sin un solo hombre entre ellas, que viven al estilo de las amazonas. Tenían el cuerpo robusto, con corazones fuertes y apasionados y grandes virtudes. La isla misma es una de las más salvajes del mundo por sus escarpadas y llamativas rocas. Sus armas están todas hechas de oro. La isla está repleta de oro y piedras preciosas por todas partes, hasta el punto que no hay otros metales.
Capítulo CLVII

California es el quinto nombre de origen europeo más antiguo en Estados Unidos. Fue designado en la expedición española dirigida por Diego de Becerra y Fortún Jiménez, que denominaron isla de California al extremo inferior de la península de California cuando desembarcaron allí en 1533 bajo las órdenes de Hernán Cortés.
Posteriormente la palabra California llegó a referirse a una región más amplia, la Baja California y la Alta California, compuesta por la península de California, en México, y un vasto territorio en Estados Unidos que abarcó el del actual estado de California más la totalidad o parte de los de Nevada, Utah, Arizona y Wyoming. En la actualidad ese nombre lo comparte el estado de California en Estados Unidos y los estados mexicanos de Baja California y Baja California Sur.

## Historia

### Período prehispánico
California era una de las zonas con mayor diversidad cultural y lingüística de la Norteamérica precolombina. Los historiadores coinciden en que en California vivían al menos 300 000 personas antes de la presencia europea. Entre los pueblos indígenas de California había más de 70 grupos étnicos distintos, que habitaban en entornos que iban desde montañas y desiertos hasta islas y bosques de secuoyas.
Al vivir en estas diversas zonas geográficas, los pueblos indígenas desarrollaron formas complejas de gestión de los ecosistemas, que incluían la jardinería forestal para garantizar la disponibilidad regular de alimentos y plantas medicinales, lo que constituía una forma de agricultura sostenible. Para mitigar los grandes incendios forestales destructivos que asolaban el entorno natural, los pueblos indígenas desarrollaron la práctica de la quema controlada, cuyos beneficios fueron reconocidos por el gobierno de California en 2022.[cita requerida]
Estos grupos también eran diversos en su organización política, con bandas, tribus, aldeas y, en las costas ricas en recursos, grandes jefaturas, como los chumash, los pomo y los salinan. El comercio, los matrimonios mixtos, los especialistas en artesanía y las alianzas militares fomentaron las relaciones sociales y económicas entre muchos grupos. Aunque a veces las naciones entraban en guerra, la mayoría de los conflictos armados se producían entre grupos de hombres por venganza. La adquisición de territorio no solía ser el objetivo de estas batallas a pequeña escala.
Por lo general, hombres y mujeres desempeñaban papeles diferentes en la sociedad. Las mujeres solían encargarse de tejer, cosechar, procesar y preparar la comida, mientras que los hombres se ocupaban de la caza y otras formas de trabajo físico. La mayoría de las sociedades también tenían funciones para las personas a las que los españoles se referían como joyas, a las que veían como "hombres que se vestían de mujer". Las joyas eran responsables de los rituales de muerte, entierro y duelo y desempeñaban las funciones sociales de las mujeres. Las sociedades indígenas tenían sus propios términos para referirse a ellas. Los chumash se referían a ellas como 'aqi'. Los primeros españoles las detestaban y trataban de eliminarlas.

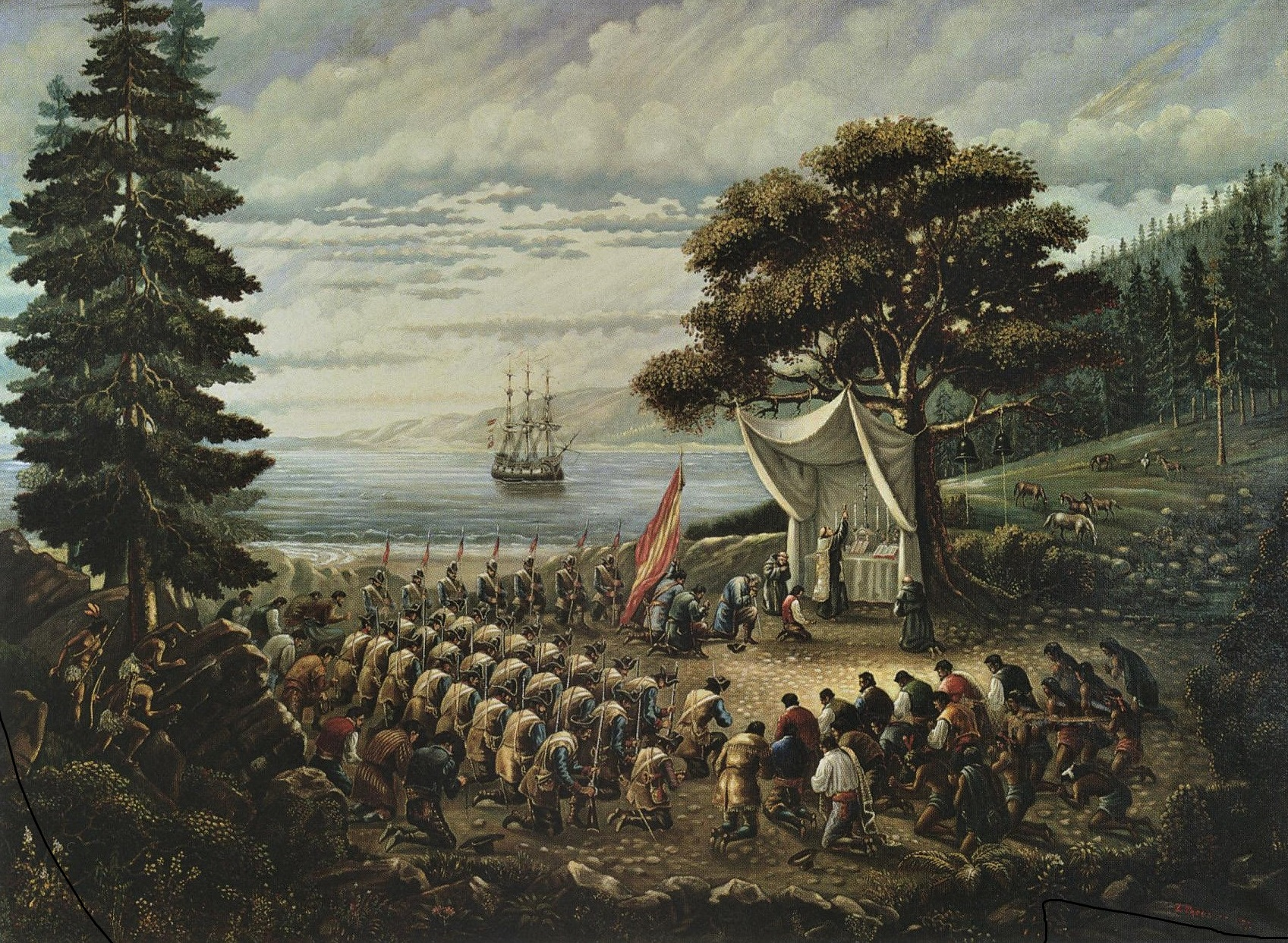
San Junípero Serra dirigiendo la primera misa católica mientras ondea la Bandera Española en la bahía de Monterrey en 1770

### Era española
Los primeros europeos que exploraron la costa de California fueron los miembros de una expedición marítima española dirigida por el capitán español Juan Rodríguez Cabrillo en 1542. Cabrillo recibió el encargo de Antonio de Mendoza, virrey de Nueva España, de dirigir una expedición por la costa del Pacífico en busca de oportunidades comerciales; entraron en la bahía de San Diego el 28 de septiembre de 1542 y llegaron al menos hasta la isla de San Miguel. El corsario y explorador Francis Drake exploró y reclamó una porción indefinida de la costa de California en 1579, territorio en posesión de la Corona Hispánica en aquel entonces, sus reclamaciones no tuvieron ningún éxito ni repercusión, ni originaron el establecimiento de población alguna, ya que poco después, el español Sebastián Vizcaíno exploró y cartografió la costa de California en 1602 para España, desembarcando en Monterrey. Algo que ya había llevado a cabo Domingo del Castillo, integrante de la última expedición de Hernan Cortés en 1539, quien elaboró mapas que reflejan perfectamente la forma peninsular de la Baja California. El secretismo en el que la Corona Hispánica guardaba sus descubrimientos y mapas, llevó a que los cartógrafos ingleses y franceses elaborasen mapas erróneos que se mantuvieron en uso en Europa hasta bien entrado el siglo XVIII. La correcta cartografía y conocimiento de los mares por parte española hizo que la Corona Hispánica mantuviese el dominio en el Océano Pacífico y sus costas durante siglos.
La expedición de Portolá de 1769-70 fue un acontecimiento fundamental en la colonización española de California, que dio lugar al establecimiento de numerosas misiones, presidios y pueblos. El contingente militar y civil de la expedición estaba dirigido por Gaspar de Portolá, que viajó por tierra desde Sonora hasta California, mientras que el componente religioso estaba encabezado por Junípero Serra, que llegó por mar desde Baja California. En 1769, Portolá y Serra establecieron la Misión de San Diego de Alcalá y el Presidio de San Diego, los primeros asentamientos religiosos y militares fundados por los españoles en California. Al final de la expedición, en 1770, establecerían el Presidio de Monterrey y la Misión de San Carlos Borromeo de Carmelo en la bahía de Monterrey.

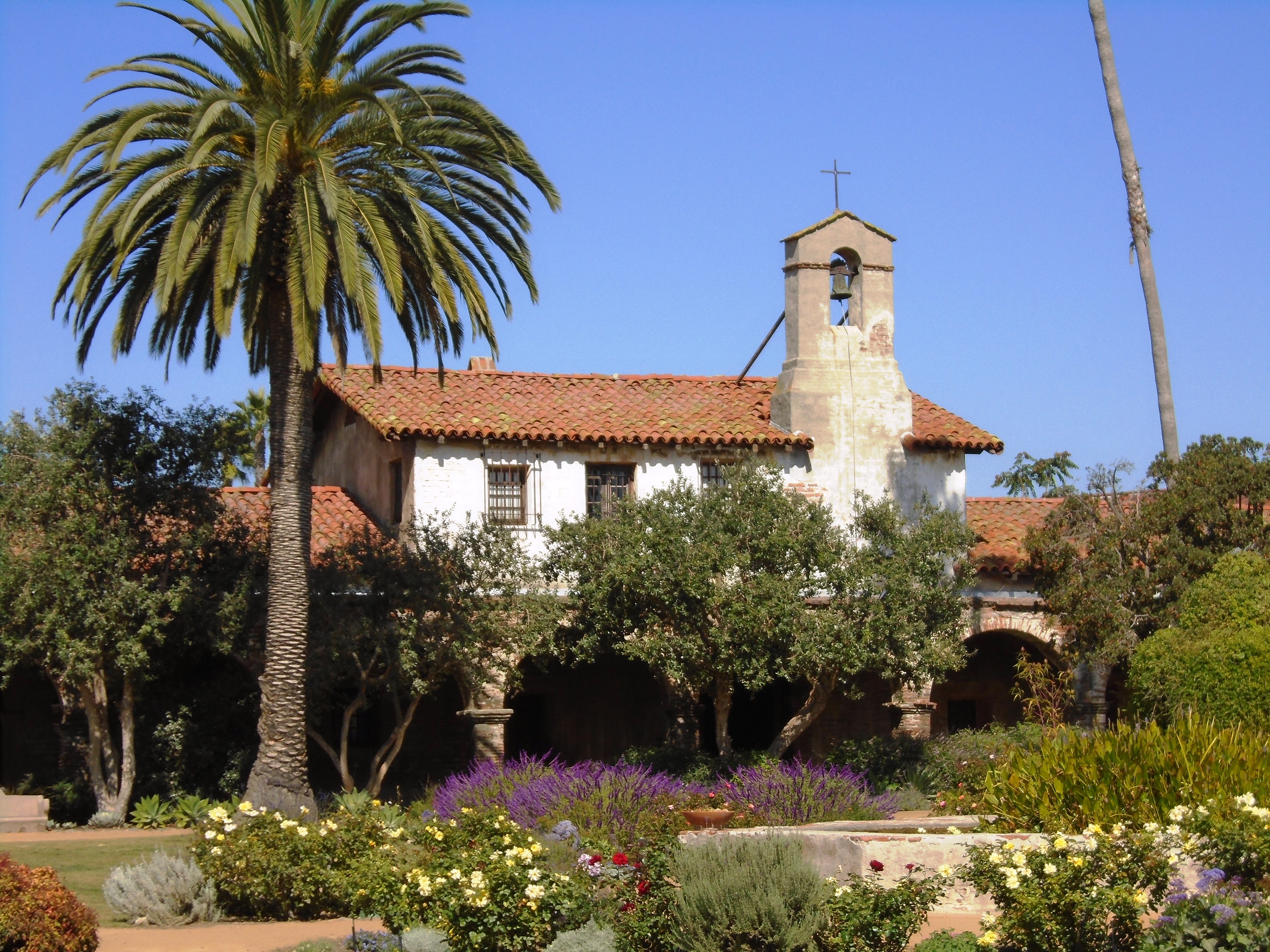
Los españoles fundaron la Misión de San Juan Capistrano en 1776, la tercera en establecerse de las misiones californianas.

Tras la expedición de Portolá, los misioneros españoles dirigidos por el Padre-Presidente Serra se dispusieron a establecer 21 misiones españolas de California a lo largo de El Camino Real y de la costa californiana, 16 de cuyos emplazamientos habían sido elegidos durante la expedición de Portolá. Numerosas ciudades importantes de California surgieron de misiones, como San Francisco (Misión de San Francisco de Asís), San Diego (Misión de San Diego de Alcalá), Ventura (Misión de San Buenaventura) o Santa Bárbara (Misión de Santa Bárbara), entre otras.
Juan Bautista de Anza dirigió en 1775-76 una expedición igualmente importante por California, que se extendería más al interior y al norte de California. La expedición de Anza seleccionó numerosos emplazamientos para misiones, presidios y pueblos, que posteriormente serían establecidos por colonos. Gabriel Moraga, miembro de la expedición, también bautizaría con sus nombres muchos de los ríos más importantes de California en 1775-1776, como el río Sacramento y el río San Joaquín. Tras la expedición, el hijo de Gabriel, José Joaquín Moraga, fundaría el pueblo de San José en 1777, convirtiéndolo en la primera ciudad civil de California.
Durante este mismo periodo, marineros del Imperio ruso exploraron la costa norte de California. En 1812, la Compañía Ruso-estadounidense estableció un puesto comercial y una pequeña fortificación en Fort Ross, en la costa norte. Fort Ross se utilizó principalmente para abastecer de víveres a las colonias rusas de Alaska. El asentamiento no tuvo mucho éxito, no consiguió atraer colonos ni establecer una viabilidad comercial a largo plazo, y fue abandonado en 1841.
Durante la guerra de la Independencia de México, Alta California no se vio afectada ni implicada en la principales acciones de la revolución, aunque muchos californios apoyaron la independencia de España, por el descuido de esta a la zona, limitando su desarrollo. Sin embargo, en las zonas pobladas del área costera y las limítrofes con las intendencias más al sur, se suscitaron brotes de revueltas populares, que invocando la lucha insurgente, combatieron en pro de causas más locales. El monopolio comercial español sobre California había limitado las perspectivas comerciales de los californianos. Tras la independencia de México, los puertos californianos pudieron comerciar libremente con mercaderes extranjeros. El gobernador Pablo Vicente de Solá presidió la transición del gobierno español al nuevo gobierno mexicano.

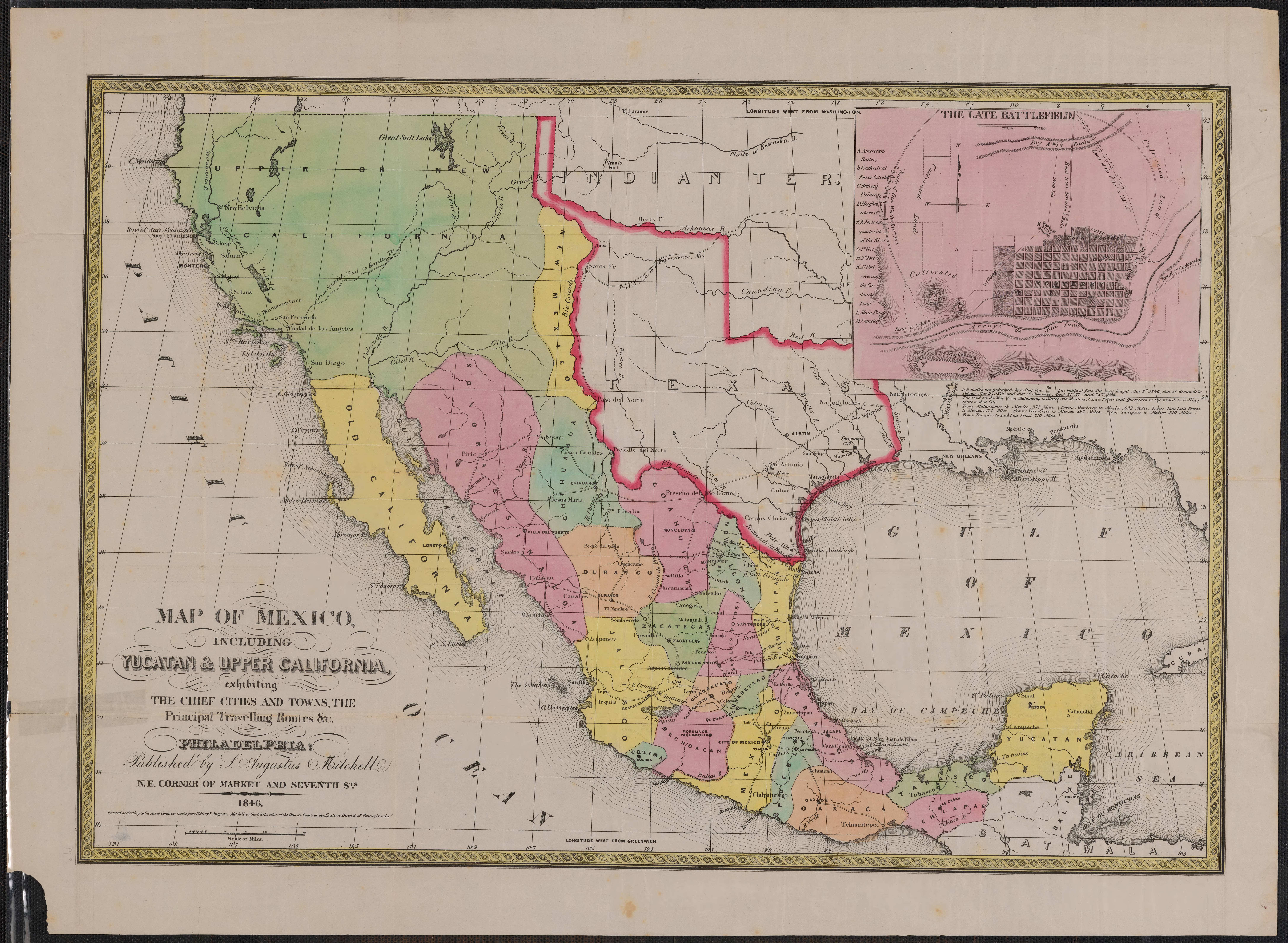
California como parte de México en 1847

### Dominio mexicano
En 1821 concluyó la lucha insurgente que otorgó al Imperio Mexicano (que incluía California) la independencia respecto de España. Durante los 25 años siguientes, Alta California siguió siendo un remoto y escasamente poblado distrito administrativo del noroeste del recién independizado país, que poco después de esta se convirtió en república. Las misiones, que controlaban la mayor parte de las mejores tierras del estado, fueron secularizadas en 1834 y pasaron a ser propiedad del gobierno mexicano. El gobernador concedió muchas leguas cuadradas de tierra a otras personas con influencia política. Estos enormes ranchos o haciendas ganaderas surgieron como las instituciones dominantes de la California mexicana. Los ranchos se desarrollaron bajo la propiedad de californios (gentilicio entonces usado para los mexicanos nativos del lugar) que comerciaban con pieles de vaca y sebo con los comerciantes de Boston. La carne de vacuno no se convirtió en un producto básico hasta la fiebre del oro de California de 1849.
A partir de la década de 1820, empezaron a llegar al norte de California tramperos y colonos de Estados Unidos y Canadá. Estos recién llegados utilizaron la Siskiyou Trail (ruta Siskiyou), la California Trail (ruta de California), la Oregon Trail (ruta de Oregón) y la Old Spanish Trail (antigua ruta española) para cruzar las escarpadas montañas y los duros desiertos de California y sus alrededores. El gobierno inicial del recién independizado México era muy inestable, y como reflejo de ello, a partir de 1831, California también experimentó una serie de disputas armadas, tanto internas como con el gobierno central mexicano. Durante este tumultuoso periodo político, Juan Bautista Alvarado consiguió hacerse con la gobernación entre 1836 y 1842. La acción militar que llevó al poder a Alvarado había declarado momentáneamente a California como estado independiente, y había contado con la ayuda de residentes angloamericanos de California, entre ellos Isaac Graham. En 1840, cien de esos residentes que no tenían pasaporte fueron arrestados, lo que dio lugar al Asunto Graham, que se resolvió en parte con la intercesión de oficiales de la Marina Real.
Uno de los mayores rancheros de California era John Marsh. Tras no obtener justicia de los tribunales mexicanos contra los ocupantes ilegales de sus tierras, decidió que California debía pasar a formar parte de Estados Unidos. Marsh llevó a cabo una campaña de envío de cartas en las que defendía el clima de California, el suelo y otras razones para establecerse allí, así como la mejor ruta a seguir, que se conoció como "la ruta de Marsh". Sus cartas se leyeron, releyeron, difundieron e imprimieron en periódicos de todo el país, e iniciaron las primeras caravanas hacia California. Invitó a los inmigrantes a quedarse en su rancho hasta que pudieran establecerse, y les ayudó a obtener pasaportes.
Tras iniciar el periodo de emigración organizada a California, Marsh se vio envuelto en una batalla militar entre el odiado general mexicano Manuel Micheltorena y el gobernador de California al que había sustituido, Juan Bautista Alvarado. Los ejércitos de ambos se enfrentaron en la Batalla de Providencia, cerca de Los Ángeles. Marsh había sido obligado contra su voluntad a unirse al ejército de Micheltorena. Ignorando a sus superiores, durante la batalla, hizo señas al otro bando para que parlamentaran. Había muchos colonos de Estados Unidos luchando en ambos bandos. Convenció a los dos bandos de que no tenían motivos para luchar entre sí. Como resultado de las acciones de Marsh, abandonaron la lucha, Micheltorena fue derrotado y el californiano Pío Pico volvió a la gobernación. Esto allanó el camino para la adquisición definitiva de California por los Estados Unidos.

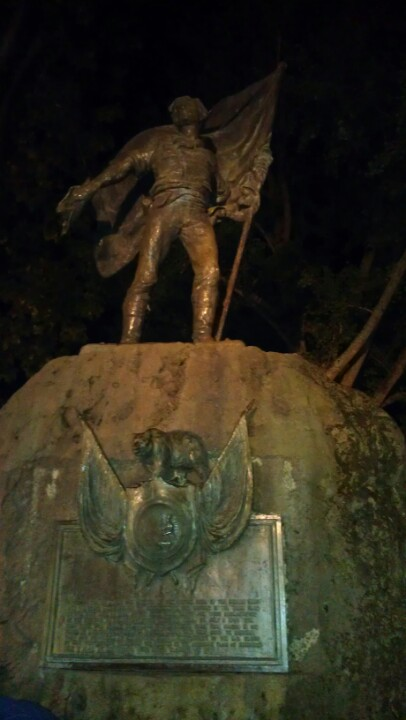
Monumento estadounidense conmemorando la revuelta contra el gobierno mexicano (Revuelta de la bandera del Oso)

### Conquista estadounidense de California
En 1846, un grupo de colonos estadounidenses de Sonoma y sus alrededores se rebelaron contra el dominio mexicano durante la Revuelta de la Bandera del Oso. Posteriormente, los rebeldes izaron la Bandera del Oso (con un oso, una estrella, una franja roja y las palabras "República de California") en Sonoma. El único presidente de la República fue William B. Ide, que desempeñó un papel fundamental durante la Revuelta de la Bandera del Oso. Esta revuelta de los colonos estadounidenses sirvió de preludio a la posterior invasión militar estadounidense de California y estuvo estrechamente coordinada con los comandantes militares estadounidenses cercanos.
La República de California duró poco; ese mismo año estalló la invasión estadounidense (1846-48).
El comodoro John D. Sloat de la Armada de Estados Unidos navegó hasta la bahía de Monterrey en 1846 y comenzó la invasión militar estadounidense de California, capitulando el norte de California en menos de un mes ante las fuerzas estadounidenses. En el sur de California, los californios continuaron resistiendo a las fuerzas estadounidenses. 
Destacó la resistencia organizada en Los Ángeles, luego del sitio a dicha población; esta ciudad era el punto de llegada de las migraciones venidas de Sonora, Sinaloa y Durango, así como el principal centro de conexión en la entidad con el resto del país, razones por las cuales estaba asentado de mejor manera un sentido de pertenencia y movilización para la defensa del territorio mexicano. El 23 de septiembre de 1846 se levantaron en armas contra los ocupantes estadounidenses, al mando del capitán José María Flores, expulsando a los invasores tres días más tarde. El 8 de octubre se produjo el contraataque invasor, pero fue vencido por el capitán José Antonio Carrillo en la batalla del Rancho Domínguez. La resistencia en Los Ángeles y los pueblos aledaños se mantuvo hasta la derrota a manos del general Stephen Kearny, el 9 de enero de 1847.
Otros enfrentamientos militares notables de la conquista incluye la batalla de San Pascual en el sur de California, así como la batalla de Olómpali y la batalla de Santa Clara en el norte de California. Tras una serie de batallas defensivas en el sur, los californios firmaron el tratado de Cahuenga el 13 de enero de 1847, asegurándose la censura y estableciendo de facto el control estadounidense en California.
El genocidio de California fue una serie de asesinatos sistematizados de miles de indígenas de California por parte de agentes del gobierno de Estados Unidos y ciudadanos privados en el siglo XIX. Comenzó tras la conquista estadounidense de California a México y la afluencia de colonos debido a la fiebre del oro de California, que aceleró el declive de la población indígena de California. La población indígena de California disminuyó de unos 150 000 habitantes en 1848 a 30 000 en 1870 y a 16 000 en 1900. El declive fue causado por enfermedades, hambre y masacres. El estado de California utilizó sus instituciones para favorecer los derechos de los colonos blancos por encima de los derechos de los indígenas, despojando a los nativos de sus tierras. Los actos de esclavitud, secuestro, violación, separación de niños y desplazamiento forzoso fueron generalizados. Estos actos fueron alentados, tolerados y llevados a cabo por las autoridades estatales y las milicias.

### Desde elsigloXX
En el siglo XX, miles de japoneses emigraron a Estados Unidos y a California para intentar comprar y poseer tierras en el estado. Sin embargo, en 1913 el estado aprobó la Ley de Tierras de Extranjeros, que excluía a los inmigrantes asiáticos de la propiedad de tierras. Durante la II Guerra Mundial, los japoneses-estadounidenses de California fueron internados en campos de concentración como los de Tule Lake y Manzanar. En 2020, California se disculpó oficialmente por este internamiento.
La migración a California se aceleró a principios del siglo XX con la finalización de las principales autopistas transcontinentales como la Lincoln Highway y la Ruta 66. En el periodo comprendido entre 1900 y 1965, la población pasó de menos de un millón de habitantes a ser la mayor de la Unión. En 1940, la Oficina del Censo informó de que la población de California era de un 6,0 % de hispanos, un 2,4 % de asiáticos y un 89,5 % de blancos no hispanos.

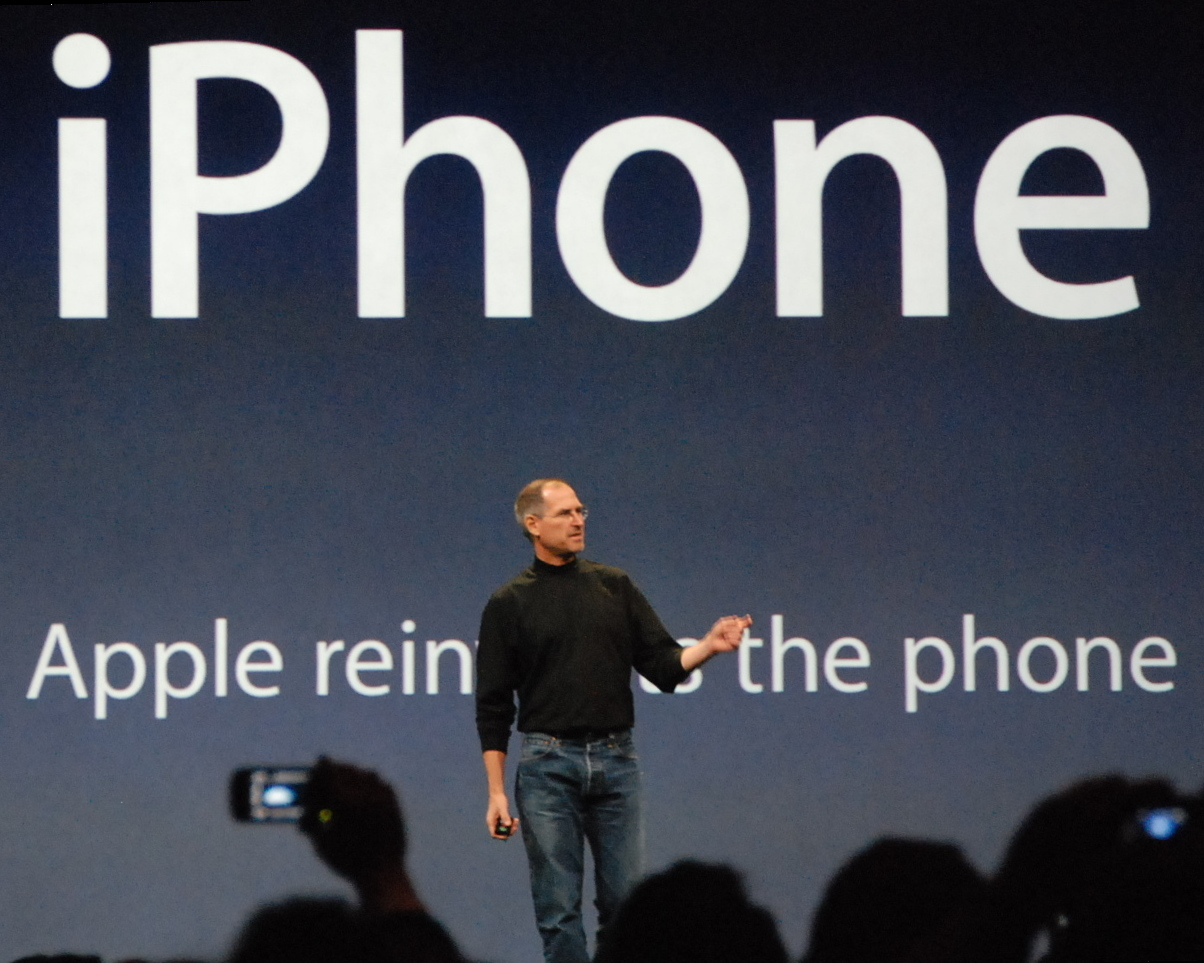
El californiano Steve Jobs, fundador de Apple, presenta el iPhone en 2007 en Silicon Valley, el mayor centro tecnológico del mundo hasta la fecha

Durante el siglo XX se produjeron dos grandes catástrofes en California. El terremoto de San Francisco de 1906 y la inundación de la presa de San Francisco de 1928 siguen siendo los más mortíferos de la historia de EE. UU.
Tras la Segunda Guerra Mundial, la economía de California creció enormemente debido a la pujanza de las industrias aeroespacial y de defensa, cuyo tamaño disminuyó tras el final de la Guerra Fría. La Universidad de Stanford y su decano de ingeniería Frederick Terman empezaron a animar al profesorado y a los graduados a quedarse en California en lugar de abandonar el estado, y a desarrollar una región de alta tecnología en la zona ahora conocida como Silicon Valley. Como resultado de estos esfuerzos, California es considerada un centro mundial de las industrias del entretenimiento y la música, de la tecnología, la ingeniería y la industria aeroespacial, y el centro de la producción agrícola de Estados Unidos. Justo antes de la quiebra de las punto com, California tenía la quinta mayor economía del mundo entre las naciones.
Aunque los problemas de contaminación atmosférica se han reducido, los problemas de salud asociados a la polución han continuado. La bruma marrón conocida como "smog" se ha reducido sustancialmente tras la aprobación de restricciones federales y estatales sobre los gases de escape de los automóviles.
En el siglo XXI, se han producido en el estado sequías e incendios forestales frecuentes atribuidos al cambio climático. De 2011 a 2017, la sequía persistente fue la peor de su historia. La temporada de incendios forestales de 2018 fue la más mortífera y destructiva del estado, destacando el Camp Fire.

## Geografía

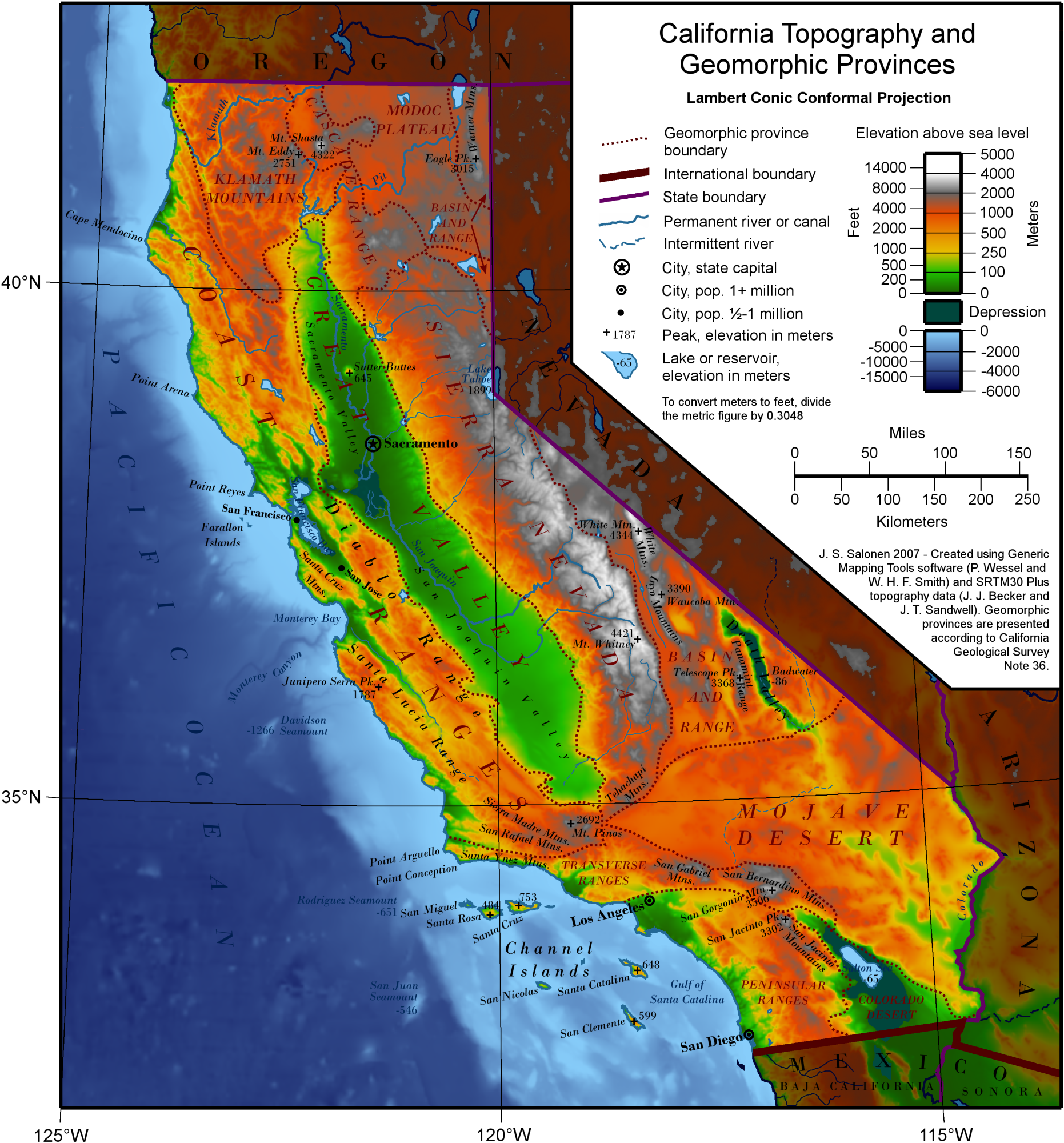
Mapa topográfico de California

California es el tercer estado más grande de Estados Unidos por área, después de Alaska y Texas. California a menudo se divide geográficamente en dos regiones, el sur de California, que comprende los 10 condados más al sur, y el norte de California, que comprende los 48 condados más al norte. Limita con Oregón al norte, Nevada al este y noreste, Arizona al sureste, el Océano Pacífico al oeste y comparte una frontera internacional con el estado mexicano de Baja California al sur (con el que forma parte de la región californiana de América del Norte, junto con Baja California Sur).
En el centro del estado se encuentra el Valle Central de California, rodeado por la Sierra Nevada en el este, las cordilleras costeras en el oeste, la Cordillera de las Cascadas al norte y por las montañas de Tehachapi en el sur. El Valle Central es el corazón agrícola productivo de California.
La Sierra Nevada abarca el Valle de Yosemite, famoso por sus rocas talladas por la erosión glaciar, y el parque nacional de las Secuoyas, hábitat de las gigantescas secuoyas, los organismos vivos más grandes de la Tierra, y el Lago Tahoe, el lago más grande del estado por volumen.
El estado de California es un territorio muy diverso dividido a grandes rasgos por la cordillera de Sierra Nevada, la costa y un gran valle central. En California se encuentra el punto más alto (monte Whitney) y el más bajo (Valle de la Muerte) de los 48 estados contiguos.
El estado está dividido entre el Norte de California y el Sur de California, aunque la frontera entre ambas regiones no está muy bien definida. San Francisco es considerada como una ciudad del Norte de California y Los Ángeles como una ciudad del Sur de California, pero algunas zonas entre ambas no comparten esa misma identidad. El servicio Geológico de los Estados Unidos define al centro geográfico del estado en el punto cerca de North Fork.
Los geógrafos suelen dividir el estado en once provincias geomorfológicas con límites claramente definidos. Son, de norte a sur, las montañas Klamath, la cordillera de las Cascadas, la Placa Modoc, las cuencas y cordilleras, la cadena costera del Pacífico, el Valle Central, Sierra Nevada, las cordilleras Transversales, el desierto de Mojave, las cordilleras Peninsulares, y el desierto de Colorado. Para propósitos de explicación, también es útil reconocer a la cuenca Los Ángeles, el archipiélago del Norte, y el océano Pacífico.

### Clima

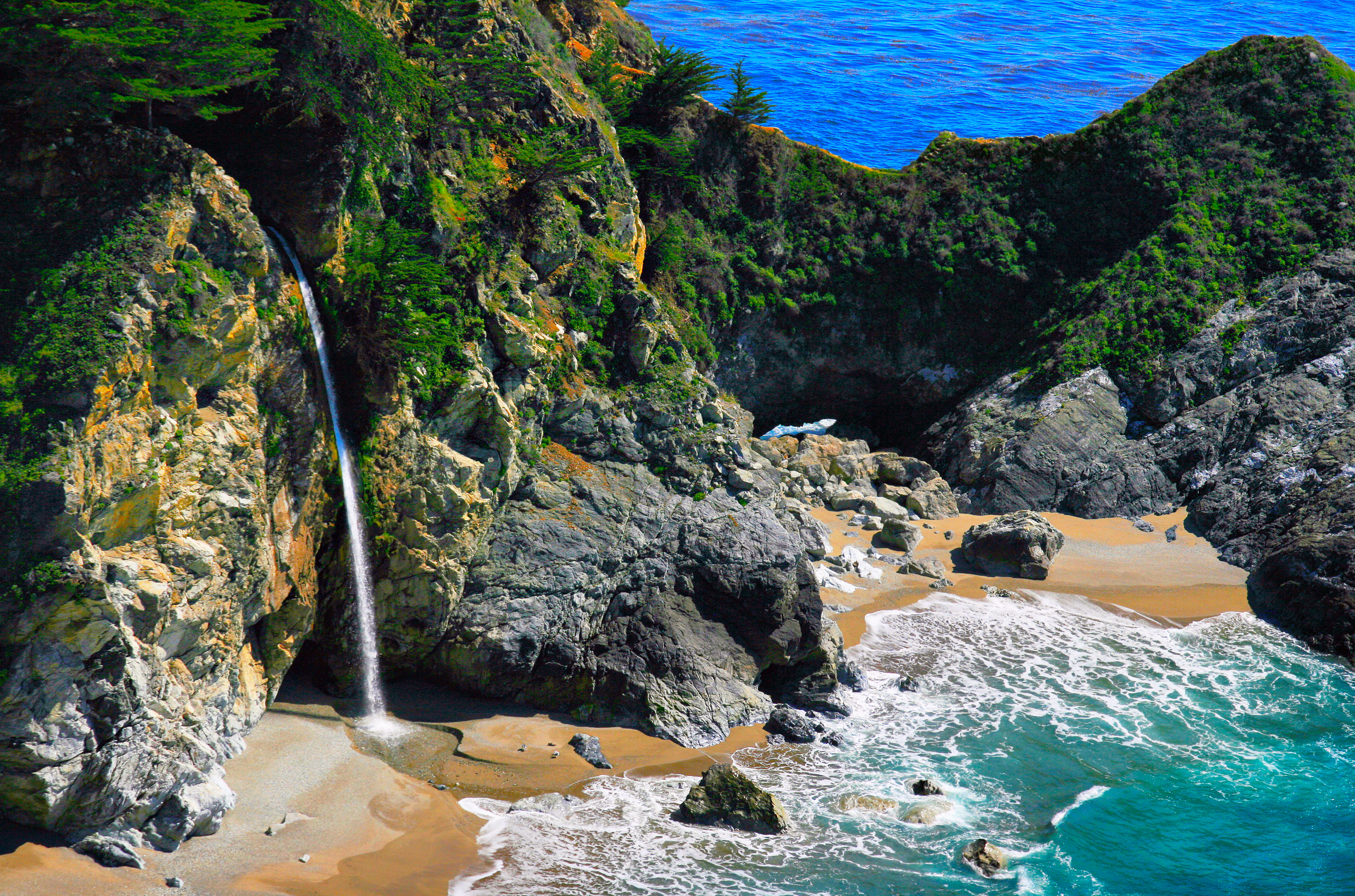
Cascada en la Costa de California

Aunque la mayor parte del estado tiene un clima mediterráneo, debido al gran tamaño del estado, el clima varía desde árido a subártico, dependiendo de la latitud, elevación, y proximidad a la costa. La fresca corriente de California en alta mar a menudo crea una niebla de verano cerca de la costa. Más al interior, hay inviernos más fríos y veranos más calurosos. La moderación marítima hace que las temperaturas de verano en la costa de Los Ángeles y San Francisco sean las más suaves de todas las principales áreas metropolitanas de los Estados Unidos y que sean especialmente frescas en comparación con las áreas en la misma latitud en el interior.
Las partes del norte del estado reciben más lluvia que el sur. Las cadenas montañosas de California también influyen en el clima: algunas de las partes más lluviosas del estado son las laderas montañosas orientadas al oeste. El noroeste de California tiene un clima templado, y el Valle Central tiene un clima mediterráneo pero con temperaturas más altas que la costa. Las montañas altas, incluida la Sierra Nevada, tienen un clima alpino con notables nevadas en invierno y un calor leve a moderado en verano.
Las montañas de California producen sombras de lluvia en la parte oriental, creando extensos desiertos. Los desiertos de mayor altitud del este de California tienen veranos calurosos e inviernos fríos, mientras que los desiertos bajos al este de las montañas del sur de California tienen veranos calurosos e inviernos suaves casi sin heladas. El Valle de la Muerte, un desierto con grandes extensiones por debajo del nivel del mar, está considerado el lugar más caluroso del mundo; la temperatura más alta del mundo, 134 °F (56,7 °C), se registró allí el 10 de julio de 1913. La temperatura más baja en California fue de -43 °C (-45 °F) el 20 de enero de 1937, en Boca.

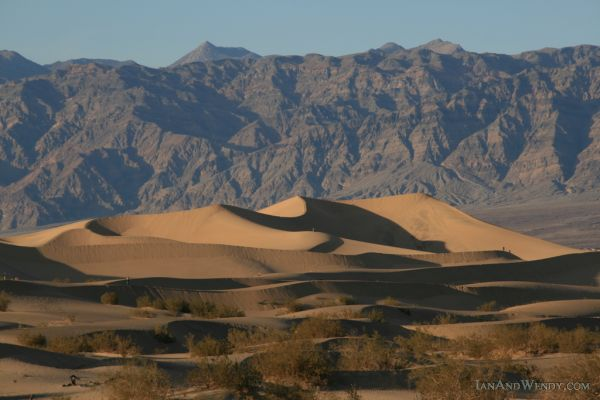
Las dunas de arena del Valle de la Muerte

La gran variedad de climas provoca una gran demanda de agua. Con el tiempo, las sequías y los incendios forestales han ido en aumento debido al cambio climático y a la extracción excesiva, cada vez menos estacional y más durante todo el año, lo que ha puesto aún más a prueba el suministro eléctrico y la seguridad hídrica de California y ha repercutido en el comercio, la industria y la agricultura de California.
En 2022, se creó un nuevo programa estatal en colaboración con los pueblos indígenas de California para recuperar la práctica de las quemas controladas como forma de eliminar el exceso de residuos forestales y hacer que los paisajes sean más resistentes a los incendios forestales. El uso del fuego en la gestión de ecosistemas por parte de los nativos americanos se prohibió en 1911, pero ahora ha sido reconocido.

#### El Estado Dorado
El apodo del estado es The Golden State (El Estado Dorado), nombre que algunos suponen quizás provenga de los numerosos días en los que brilla el sol durante el año, o quizás del color dorado que pueden tomar los montes a ciertas horas del día (tal como ocurre en muchas otras partes del mundo), aunque la probabilidad más cierta de tal apodo (del mismo modo que la del apodo dado a la boca de la bahía de San Francisco: Golden Gate = Puerta Dorada) remite al periodo de la fiebre del oro.

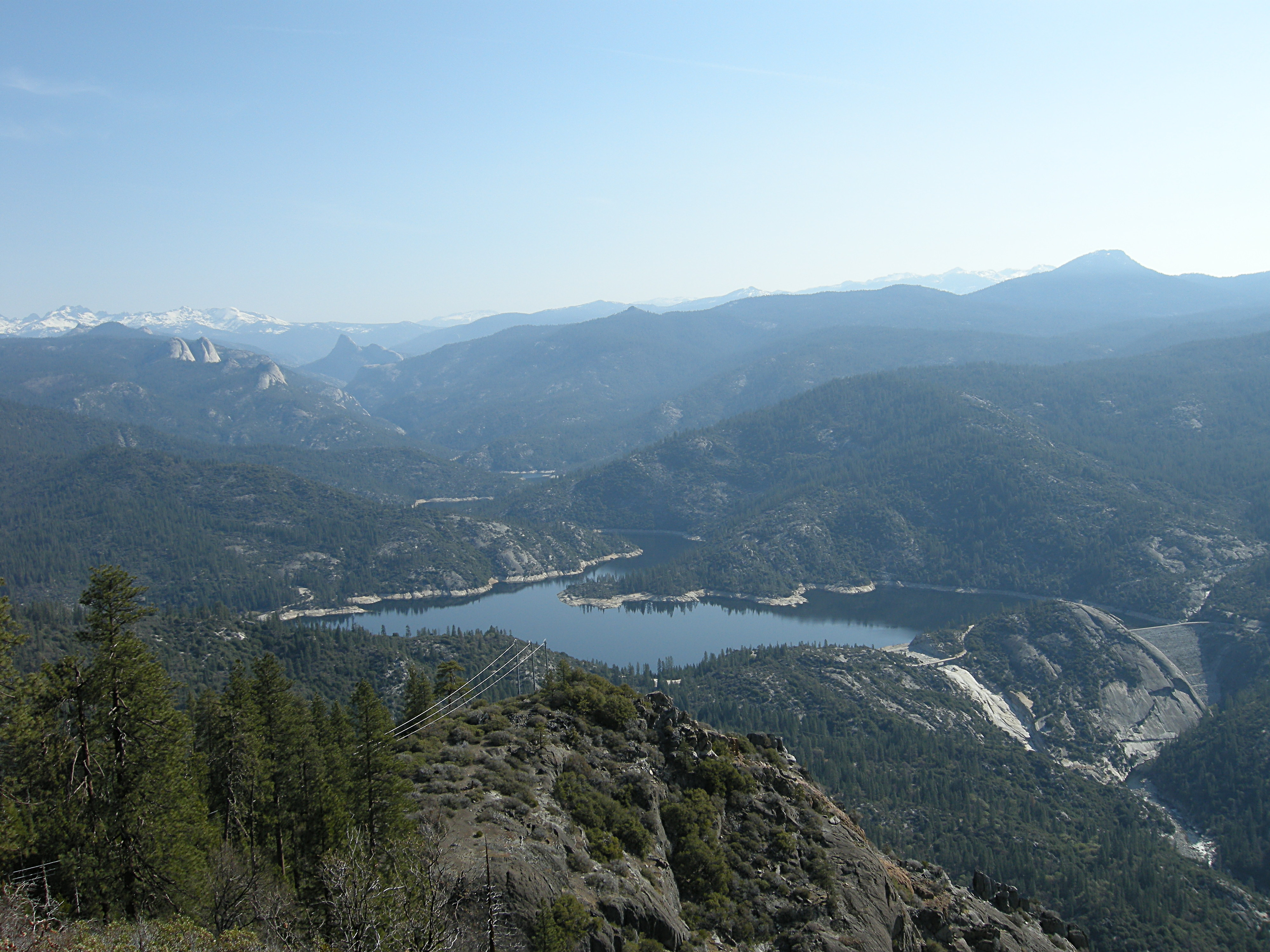
Río San Joaquín en California

### Ríos
El sistema fluvial más destacado de California está formado por el río Sacramento y el río San Joaquín, alimentados principalmente por el deshielo de la vertiente occidental de Sierra Nevada de California, y que drenan respectivamente las mitades norte y sur del Valle Central. Ambos ríos se unen en el delta del río Sacramento-San Joaquín y desembocan en el océano Pacífico a través de la bahía de San Francisco. Muchos afluentes importantes alimentan el sistema Sacramento-San Joaquín, como el río Pit, el río Feather y el río Tuolumne.
Los ríos Klamath y Trinity drenan una amplia zona en el extremo noroeste de California. El río Eel y el río Salinas drenan partes de la costa de California, al norte y al sur de la bahía de San Francisco, respectivamente. El río Mojave es el principal curso de agua del desierto de Mojave, y el río Santa Ana drena gran parte de la cordillera Transversal al dividir el sur de California. El río Colorado forma la frontera sureste del estado con Arizona.
La mayoría de los principales ríos de California están embalsados en dos grandes proyectos hidráulicos: el Proyecto del Valle Central, que abastece de agua a la agricultura del Valle Central, y el Proyecto Hidráulico del Estado de California, que desvía el agua del norte al sur de California. Las costas, ríos y otras masas de agua del estado están reguladas por la Comisión Costera de California.

### Ecología
California es una de las zonas ecológicamente más ricas y diversas del mundo, e incluye algunas de las comunidades ecológicas más amenazadas. California forma parte del reino Neártico y abarca varias ecorregiones terrestres.

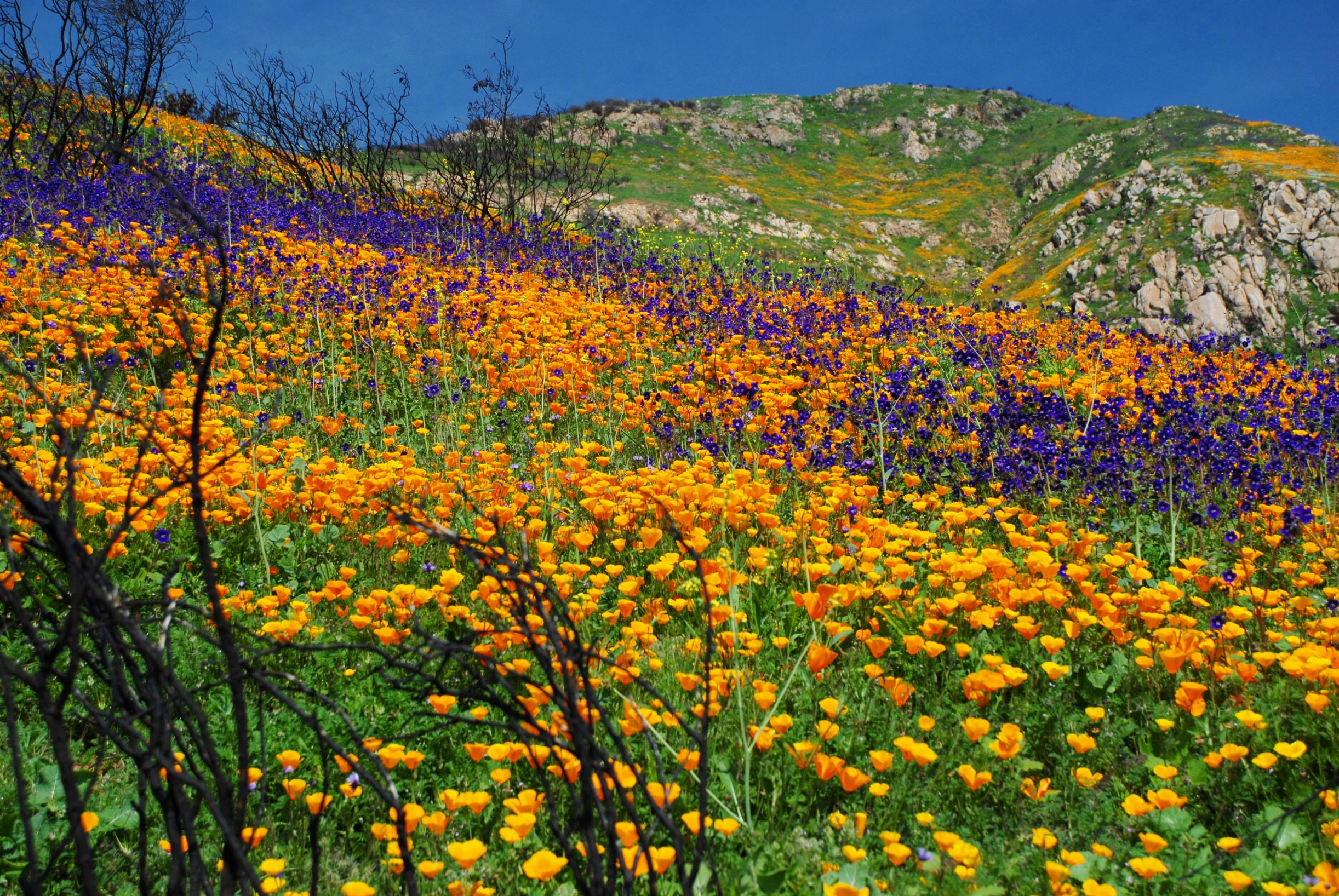
Las flores silvestres florecen tras un incendio en el condado de San Diego

El gran número de especies endémicas de California incluye especies relictas, extinguidas en otros lugares, como el palo de hierro de Catalina (Lyonothamnus floribundus). Muchas otras especies endémicas se originaron por diferenciación o radiación adaptativa, por la que múltiples especies se desarrollan a partir de un ancestro común para aprovechar las diversas condiciones ecológicas, como la lila de California (Ceanothus). Muchos endemismos californianos se han convertido en especies en peligro, ya que la urbanización, la tala, el pastoreo excesivo y la introducción de especies exóticas han invadido su hábitat.
Las altas montañas de California impiden que la mayor parte de la humedad llegue a las zonas orientales del estado, que albergan las ecorregiones del desierto y los arbustos xéricos de California. El desierto bajo del sureste de California forma parte de la ecorregión del desierto de Sonora, que se extiende hasta Arizona y partes del norte de México. California tiene dos desiertos altos: el desierto de Mojave y el desierto de la Gran Cuenca. La ecorregión del desierto de Mojave está marcada por la presencia de árboles de Josué. El desierto seco y frío de la Gran Cuenca de California consiste en el valle de Owens, y está clasificado en la estepa arbustiva de la Gran Cuenca por el WWF, y en la ecorregión de la Cuenca Central y la Cordillera por la EPA.
Los desiertos de California reciben entre 51 y 254 mm (2 y 10 pulgadas) de lluvia al año. Las plantas de estos desiertos son arbustos y matorrales, adaptados a la escasez de precipitaciones. Entre las especies vegetales más comunes se encuentran el arbusto de creosota, el arbusto negro, el palo de grasa, el arbusto salado, la artemisa grande, la artemisa baja y el sábalo. Las zonas más elevadas reciben más precipitaciones, lo que permite el crecimiento de árboles resistentes a la sequía, como el enebro occidental y el pino piñonero.

### Bosques

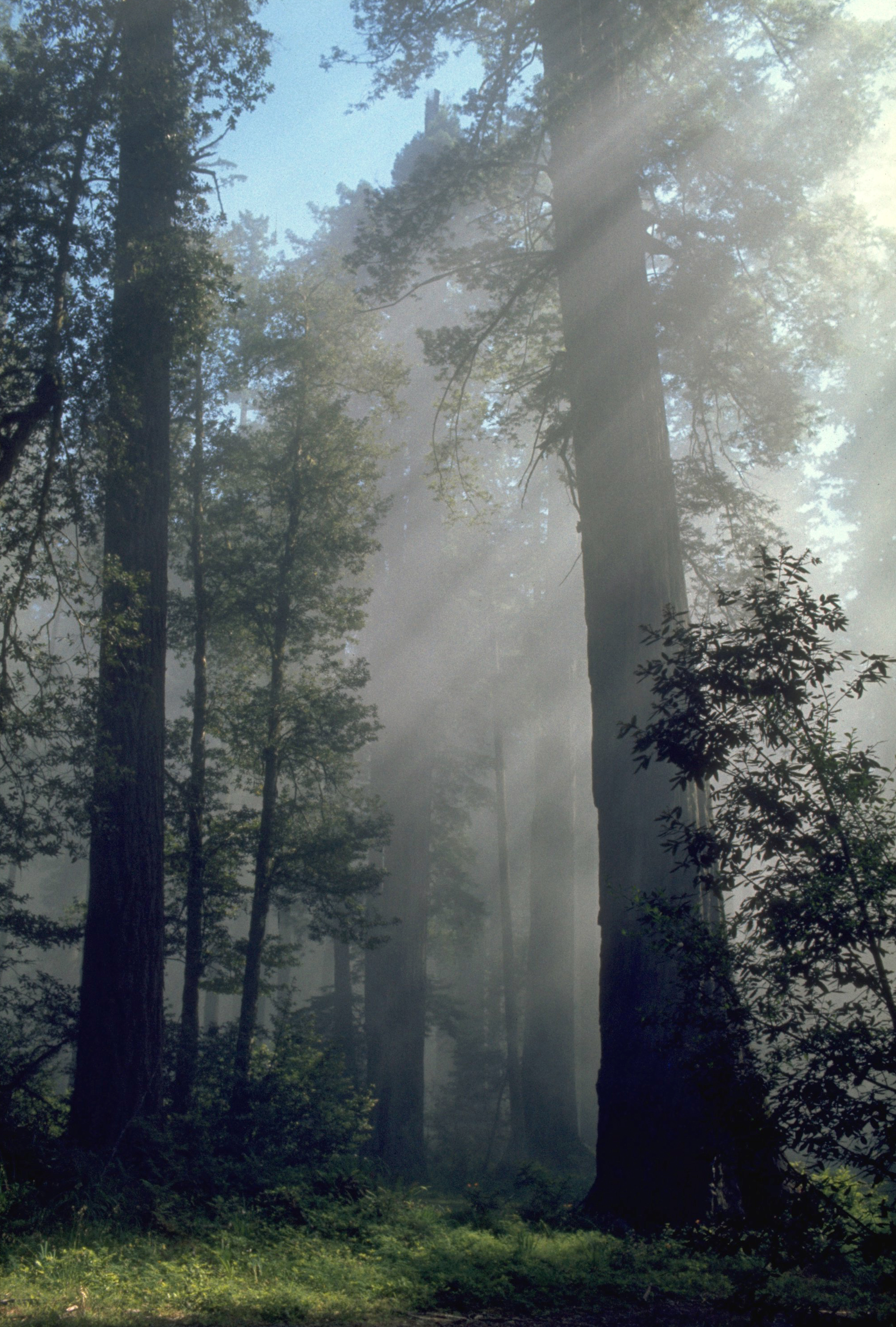
El Parque Nacional Redwood en California

Las montañas más frías y húmedas del norte de California están cubiertas por ecorregiones forestales. Tanto el WWF como la EPA dividen las montañas en tres ecorregiones: Sierra Nevada, las montañas Klamath, y las laderas y estribaciones de las Cascadas Orientales (que se encuentran en la meseta Modoc).
La Sierra Nevada alberga la mitad de las especies de plantas vasculares de California, con 400 especies endémicas de la región Al igual que muchas cadenas montañosas, las comunidades vegetales de la Sierra se agrupan en zonas bióticas según la altitud, debido a que el clima es cada vez más duro a medida que aumenta la altitud. Estas zonas bióticas incluyen el bosque montano, dominado por coníferas como el pino Jeffrey y el pino Lodgepole, el bosque subalpino, dominado por el pino whitebark, hasta la tundra alpina, que no puede albergar árboles. La Sierra también destaca por sus secuoyas gigantes: las más enormes del planeta.
Las montañas Klamath y Siskiyou son un notable punto caliente de biodiversidad, ya que contienen uno de los cuatro bosques templados con mayor biodiversidad del mundo. La diversidad se debe a que la ecorregión es adyacente a varias otras ecorregiones, a la diversidad del suelo y a que cuenta con refugios causados por el aislamiento en la última glaciación. Algunas especies endémicas de las montañas Klamath se limitan a una sola montaña o valle.
Las laderas de las Cascadas orientales de la meseta de Modoc se caracterizan por un mosaico de bosques abiertos de pino ponderosa, pastizales y matorrales. Aunque altas, estas laderas y montañas se encuentran a la sombra de la lluvia de la cordillera de las Cascadas y, por tanto, son más secas y abiertas.
La costa de California al norte de San Francisco contiene los bosques costeros del norte de California (según la definición del WWF) y la sección sur de la ecorregión de la Cordillera de la Costa (según la definición de la EPA). Esta ecorregión está dominada por los bosques de secuoyas, que contienen los árboles más altos y algunos de los más antiguos del mundo.
Los bosques de secuoyas crecen en una fina franja de hasta 56 km de ancho junto a la costa, donde los árboles se mantienen húmedos gracias a las lluvias invernales y la niebla estival. Los bosques de secuoyas también destacan por tener la mayor productividad forestal del mundo.

### Flora

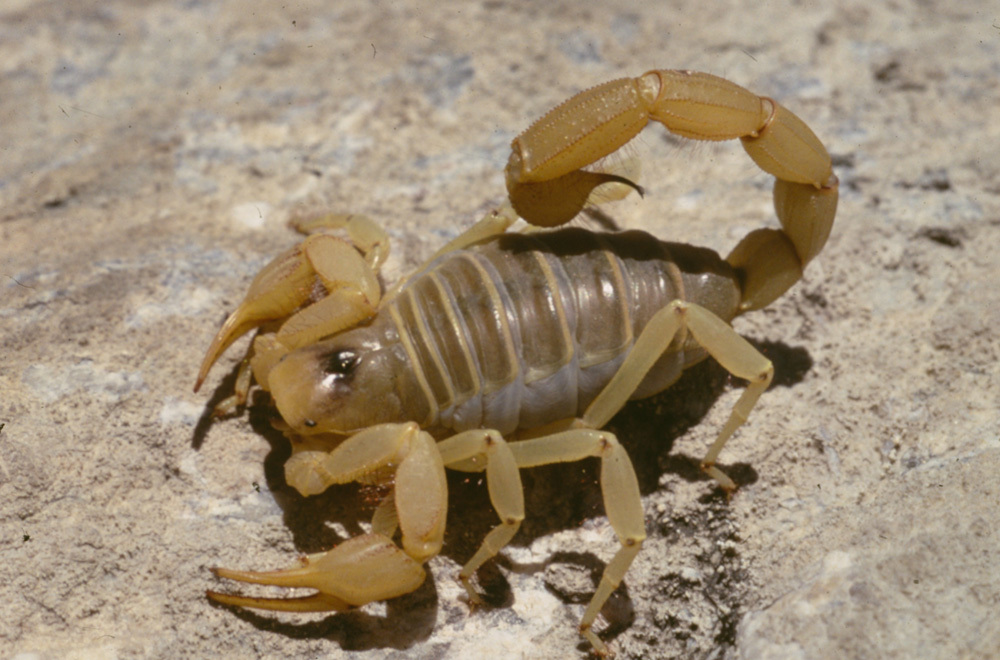
Un escorpión en el Valle de la Muerte en California

California ostenta varios superlativos en su colección de flora: los árboles más grandes, los más altos y los más viejos. Los pastos autóctonos de California son plantas perennes, y hay cerca de cien especies suculentas nativas del estado. Tras el contacto europeo, éstas fueron sustituidas en general por especies invasoras de pastos anuales europeos; y, en los tiempos modernos, las colinas de California adquieren un característico color marrón dorado en verano.
Debido a que California tiene la mayor diversidad de clima y terreno, el estado tiene seis zonas de vida que son el Desierto Sonorense inferior; Sonorense superior (regiones de estribaciones y algunas tierras costeras), transición (zonas costeras y condados húmedos del noreste); y las Zonas Canadiense, Hudsoniana y Ártica, que comprenden las elevaciones más altas del estado.
La vida vegetal en el clima seco de la zona baja de Sonora contiene una diversidad de cactus nativos, mezquite y paloverde. El árbol de Josué se encuentra en el desierto de Mojave. Entre las plantas con flores se encuentran la amapola del desierto enana y una variedad de ásteres. El álamo de Fremont y el roble del valle prosperan en el Valle Central. La zona sonorense superior incluye el cinturón de chaparral, caracterizado por bosques de pequeños arbustos, árboles achaparrados y plantas herbáceas. Nemophila, menta, Phacelia, Viola y la amapola de California (Eschscholzia californica, la flor del estado) también florecen en esta zona, junto con el altramuz, del que se dan más especies aquí que en ningún otro lugar del mundo.

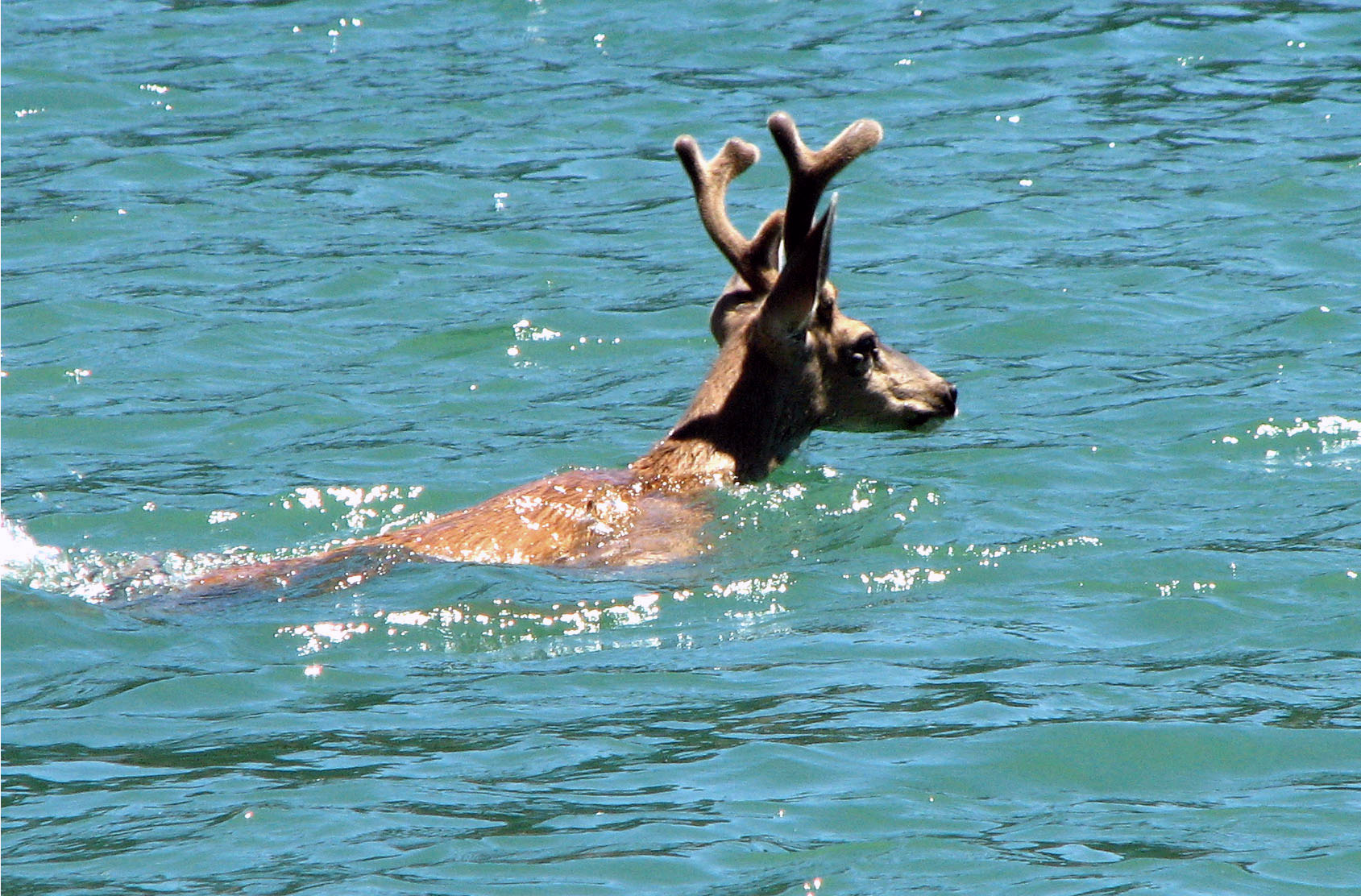
Ciervo (Odocoileus hemionus columbianus) nadando en el lago Shasta

La zona de transición incluye la mayor parte de los bosques de California, con la secuoya roja (Sequoia sempervirens) y el "gran árbol" o secuoya gigante (Sequoiadendron giganteum), uno de los seres vivos más antiguos de la Tierra (se dice que algunos han vivido al menos 4000 años). También crecen robles, laureles de California, pinos azucareros, madroños, arces de hoja ancha y abetos de Douglas. El suelo del bosque está cubierto de helechos espadaña, raíces de alumbre, barrenwort y trillium, y hay matorrales de arándanos, azaleas, saúcos y grosellas silvestres. Las flores silvestres características incluyen variedades de mariposa, tulipán y lirios tigre y leopardo.
Las altas elevaciones de la zona canadiense permiten que prosperen el pino Jeffrey, el abeto rojo y el pino lodgepole. En las zonas de matorral abundan la manzanita enana y el ceanothus; también se encuentra aquí el singular sierra puffball. Justo por debajo de la línea de bosque, en la zona hudsoniana, crecen los pinos de corteza blanca, cola de zorro y plateado. A unos 3200 m comienza la zona ártica, una región desarbolada cuya flora incluye numerosas flores silvestres, como la prímula de la sierra, la columbina amarilla, el ranúnculo alpino y la estrella fugaz alpina.
Entre las plantas introducidas en el estado se encuentran el eucalipto, la acacia, el pimentero, el geranio y la retama escocesa. Las especies clasificadas a nivel federal como en peligro de extinción son el alhelí de Contra Costa, la onagra de las dunas de Antioquía, la hierba de Solano, la espuela de caballero de la isla de San Clemente, el pico de pájaro de las marismas saladas, el berro de McDonald y la planta de la isla de Santa Bárbara. En diciembre de 1997, 85 especies de plantas figuraban en la lista de especies amenazadas o en peligro.

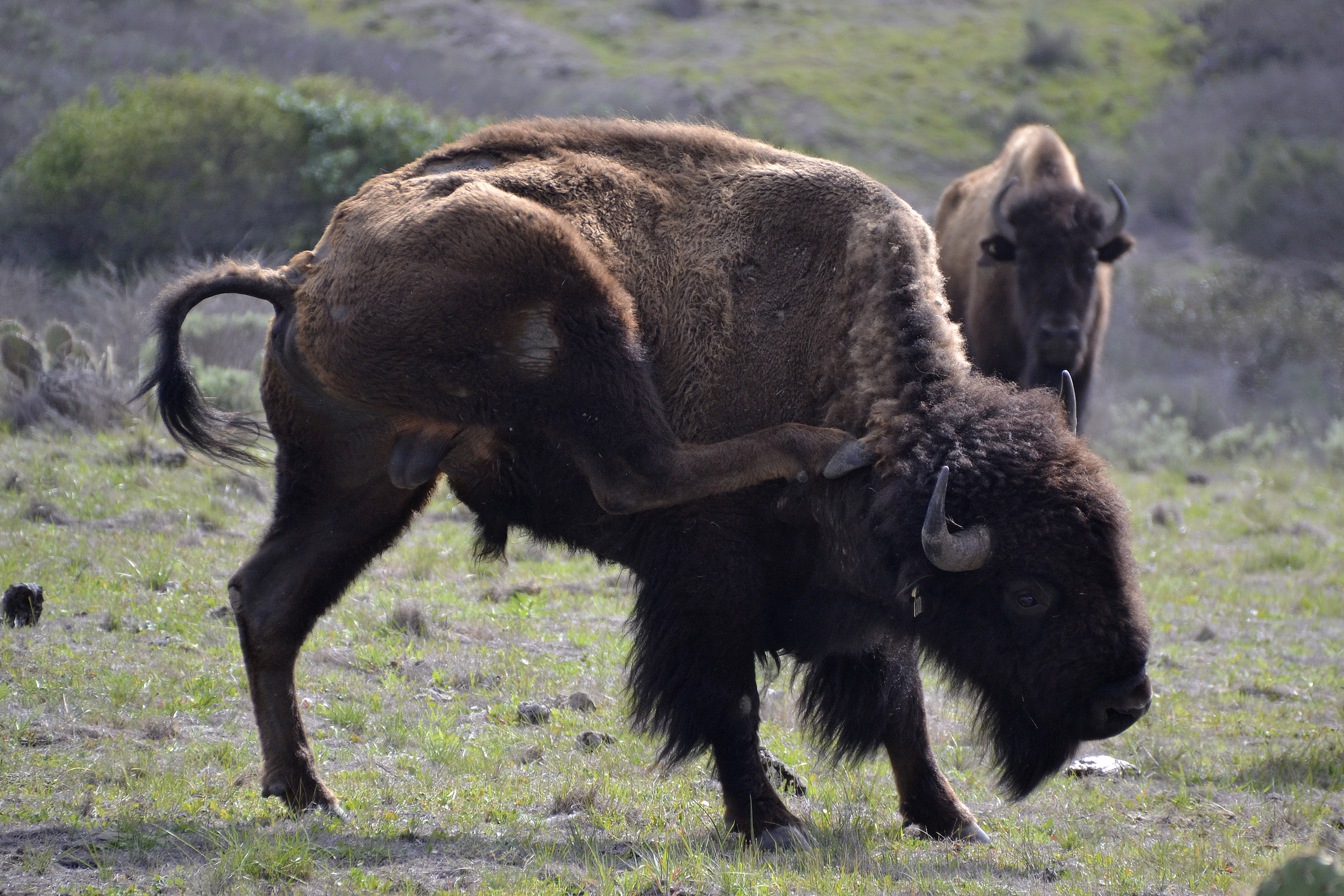
Un Bisonte o Búfalo (Bison bison) en la Isla Santa Catalina, esta especie fue introducida en 1924 y nunca fue desalojada, ahora es una atracción turística

### Fauna
En los desiertos de la zona baja de Sonora, los mamíferos son la liebre, la rata canguro, la ardilla y la zarigüeya. Entre las aves comunes están el búho, el correcaminos, el reyezuelo de los cactus y varias especies de halcón. Entre los reptiles de la zona se encuentran la víbora hocicuda, la tortuga del desierto y el sapo cornudo. La zona sonorense superior cuenta con mamíferos como el antílope, la rata de madera de patas marrones y el gato de cola anillada. Las aves exclusivas de esta zona son el ratonero de California, el bushtit y el cóndor de California.
En la zona de transición hay ciervos de cola negra colombianos, osos negros, zorros grises, pumas, linces y alces de Roosevelt. En la zona habitan reptiles como la culebra de liga y la serpiente de cascabel. Además, también son comunes anfibios como el cachorro de agua y la salamandra de las secuoyas. También prosperan aquí aves como el martín pescador, el carbonero, el camachuelo y el colibrí.
Entre los mamíferos de la zona canadiense destacan la comadreja de montaña, la liebre de raquetas de nieve y varias especies de ardillas listadas. Entre las aves más llamativas se encuentran el arrendajo azul, el carbonero común, el zorzal ermitaño, el mirlo acuático y el solitario de Townsend. A medida que se asciende a la zona del Hudson, las aves son más escasas. Aunque el pinzón rosado de corona gris es el único ave autóctona de la región del Ártico alto, hay otras especies de aves como el colibrí de Anna y el cascanueces de Clark[cita requerida] Entre los principales mamíferos de esta región se encuentran el conejo de la sierra, la liebre de cola blanca y el borrego cimarrón. En abril de 2003, el Servicio de Pesca y Vida Silvestre de EE. UU. declaró al borrego cimarrón en peligro de extinción. La fauna que se encuentra en varias zonas es el ciervo mulo, el coyote, el puma, el parpadeo norteño y varias especies de halcón y gorrión.

## Política y gobierno

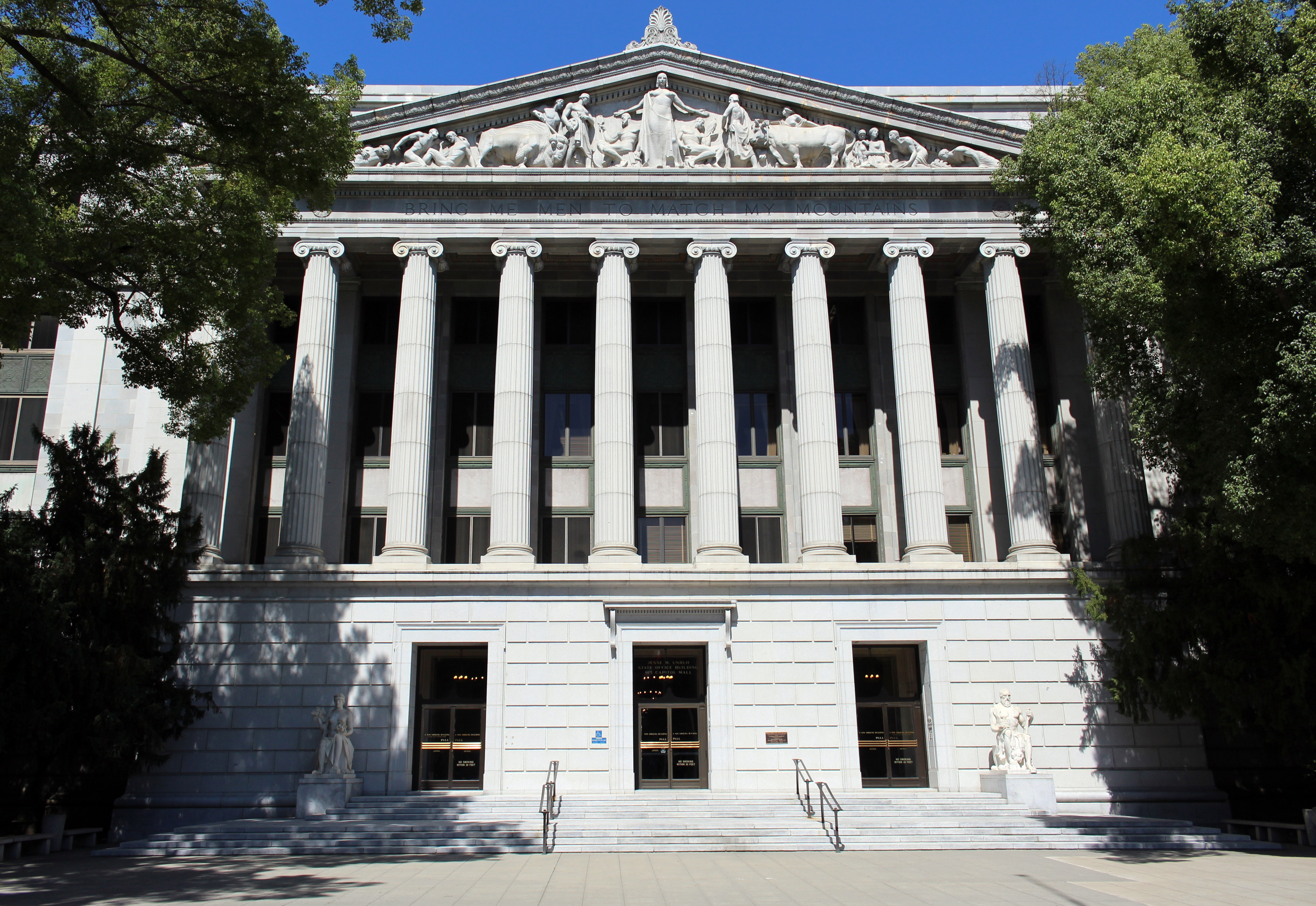
Sede de la Agencia de Operaciones del Gobierno de California en Sacramento

La capital de California es Sacramento. El estado está organizado en tres ramas de gobierno: la rama ejecutiva, formada por el gobernador y los demás funcionarios constitucionales elegidos de forma independiente; la rama legislativa, formada por la Asamblea y el Senado; y la rama judicial, formada por el Tribunal Supremo de California y los tribunales inferiores. El estado también permite las proposiciones electorales: la participación directa del electorado por iniciativa, referéndum, revocación y ratificación.
Antes de la aprobación de la Proposición 14 de California (2010), California permitía a cada partido político elegir si quería celebrar unas primarias cerradas o unas primarias en las que sólo votasen los miembros del partido y los independientes. Después del 8 de junio de 2010, fecha en que se aprobó la Proposición 14, con excepción únicamente del presidente de los Estados Unidos y los cargos del comité central del condado, todos los candidatos en las elecciones primarias figuran en la papeleta con su afiliación partidista preferida, pero no son el candidato oficial de ese partido. En las elecciones primarias, los dos candidatos con más votos pasarán a las elecciones generales, independientemente de su afiliación partidaria. Si en una elección primaria especial, un candidato recibe más del 50 % de todos los votos emitidos, será elegido para cubrir la vacante y no se celebrarán elecciones generales especiales.

### Sistema Judicial
El sistema legal de California se basa explícitamente en el derecho consuetudinario inglés pero incorpora muchas características del derecho civil español, como la comunidad de bienes. La población reclusa de California pasó de 25 000 personas en 1980 a más de 170 000 en 2007. La pena capital es una forma legal de castigo y el estado tiene el mayor "corredor de la muerte" del país (aunque Oklahoma y Texas son mucho más activos en llevar a cabo ejecuciones). California ha llevado a cabo 13 ejecuciones desde 1976, la última en 2006.

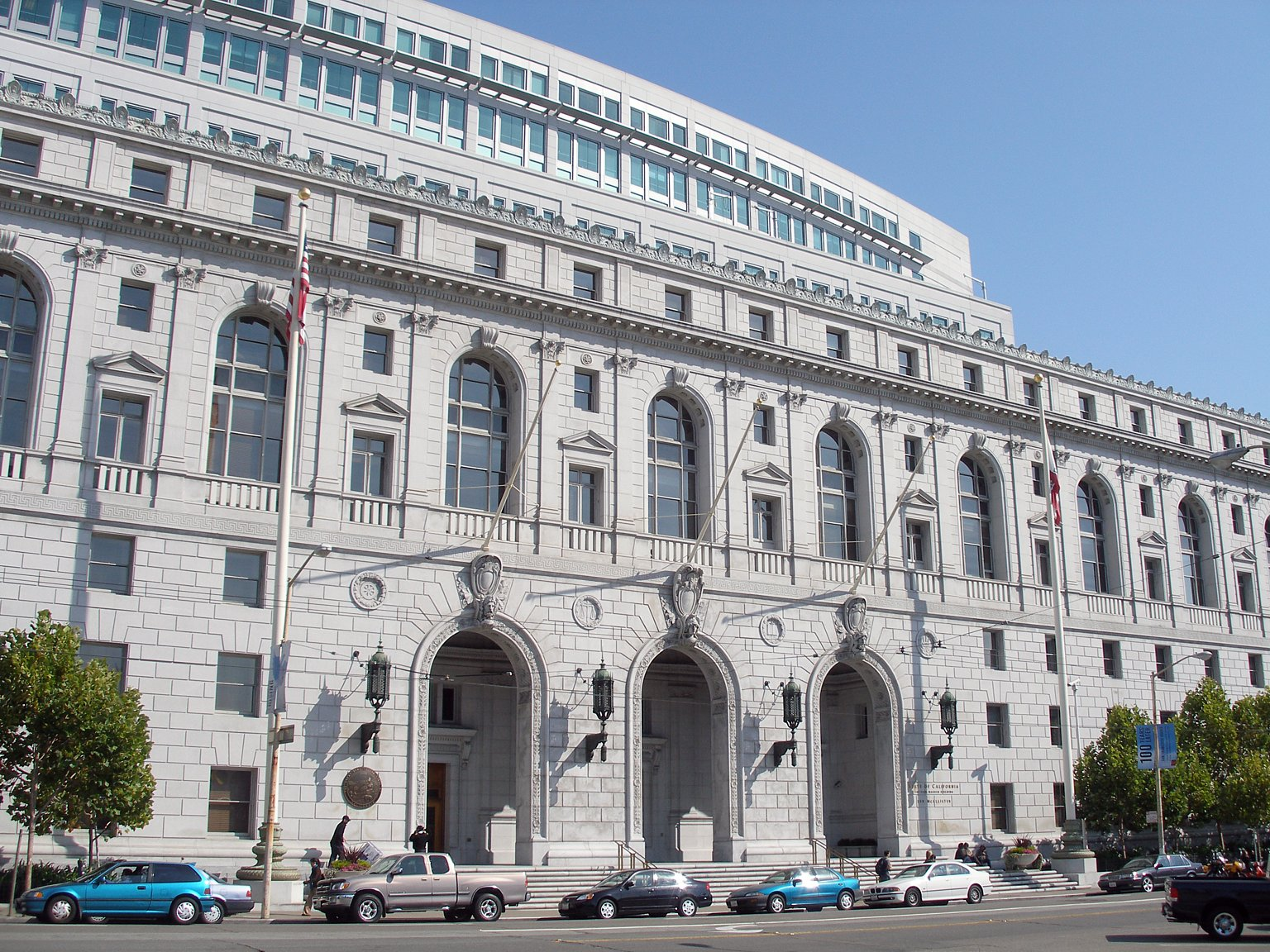
Tribunal Supremo de California en San Francisco

El sistema judicial de California es el mayor de Estados Unidos, con un total de 1600 jueces (el sistema federal sólo tiene unos 840). En la cúspide se encuentra el Tribunal Supremo de California, compuesto por siete miembros, mientras que los Tribunales de Apelación de California son los principales tribunales de apelación y los Tribunales Superiores de California son los principales tribunales de primera instancia. Los jueces del Tribunal Supremo y de los Tribunales de Apelación son nombrados por el gobernador, pero están sujetos a reelección por el electorado cada 12 años.
La administración del sistema judicial del estado está controlada por el Consejo Judicial, compuesto por el presidente del Tribunal Supremo de California, 14 funcionarios judiciales, cuatro representantes del Colegio de Abogados del Estado de California y un miembro de cada cámara de la legislatura estatal.
En el año fiscal 2020-21, los 2000 funcionarios judiciales y los 18 000 empleados del poder judicial del estado procesaron aproximadamente 4,4 millones de casos.

### Poder Ejecutivo
El poder ejecutivo de California está formado por el gobernador y otros siete cargos constitucionales electos: vicegobernador, fiscal general, secretario de estado, interventor del estado, tesorero del estado, comisionado de seguros y superintendente de instrucción pública del estado. Su mandato dura cuatro años y sólo pueden ser reelegidos una vez.

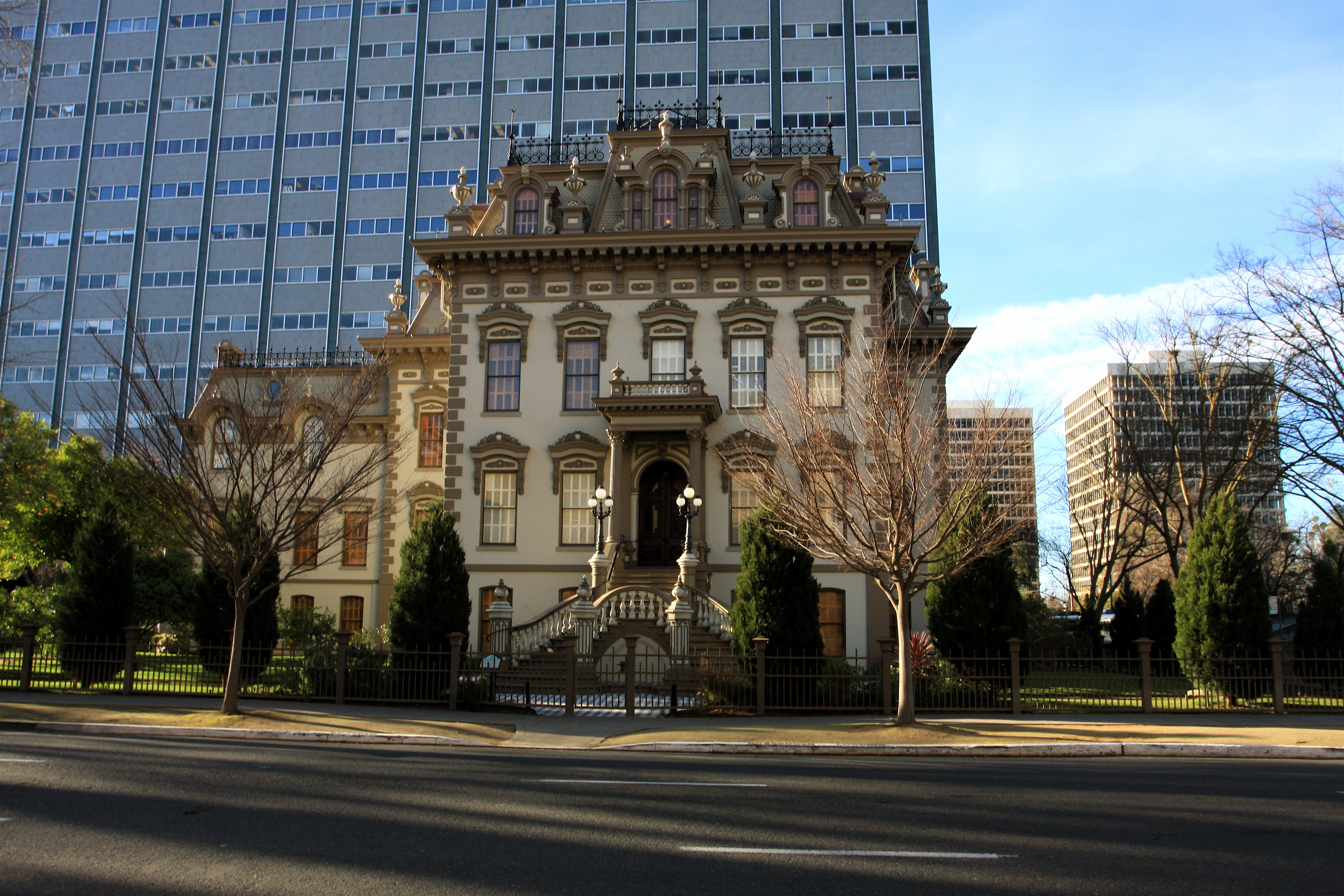
La Mansión Stanford es el centro de recepciones oficiales del gobierno californiano y uno de los lugares de trabajo del Gobernador de California.

El número total de empleados es de 227 536, excluyendo las Universidades Estatales de California. En 2004, había 4462 clasificaciones de puestos de trabajo, muchos de los cuales no tenían empleados ocupando el puesto, como una solución para ciertas prácticas de contratación. Como parte de una iniciativa de reforma del servicio civil a partir de 2013, se eliminaron 700 títulos de trabajo.
El Departamento de Recursos Humanos de California supervisa principalmente el sistema de servicio civil del estado, con algunas funciones adicionales a cargo de la Junta de Personal del Estado de California.
En 2012, se creó el Departamento de Recursos Humanos de California combinando las funciones del antiguo Departamento de Administración de Personal (DPA) con la mayor parte de las operaciones de la Junta Estatal de Personal, aplicando en gran medida las recomendaciones de los expertos de las décadas anteriores.
En 2012, el Gobernador Jerry Brown creó la Agencia de Operaciones Gubernamentales de California. Su directora, Marybel Batjer, puso en marcha una iniciativa de reforma de la función pública destinada a hacer el empleo estatal más atractivo para los empleados con talento en relación con el sector privado.
En 2015, se llevó a cabo la primera encuesta de compromiso de los empleados estatales con una muestra de 5000. La encuesta mostró que los empleados creían en gran medida que su trabajo era importante, pero no creían firmemente que los trabajadores fueran responsables o que recibieran el reconocimiento adecuado por su buen trabajo.
En 2016, el Estado puso en marcha un nuevo sitio web de contratación, que por primera vez permitía la presentación electrónica de solicitudes de empleo para puestos estatales. Inusualmente, fue programado por empleados del Estado en lugar de por un contratista externo.

### Poder Legislativo

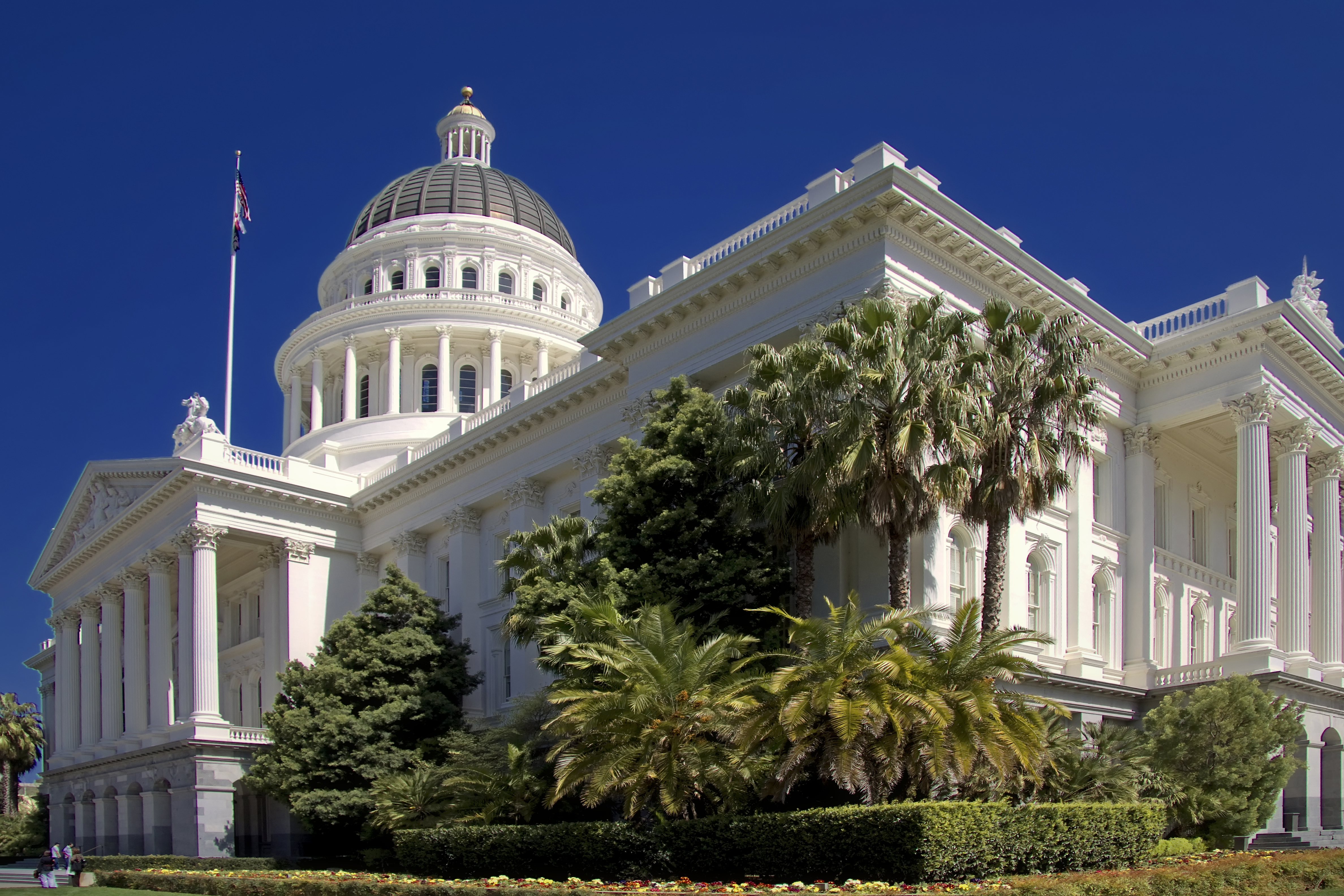
El Capitolio del Estado de California

La Legislatura del Estado de California es una legislatura estatal bicameral formada por una cámara baja, la Asamblea del Estado de California, con 80 miembros, y una cámara alta, el Senado del Estado de California, con 40. Ambas cámaras de la Legislatura se reúnen en el Capitolio del Estado de California, en Sacramento. La legislatura del estado de California es una de las diez legislaturas estatales a tiempo completo de Estados Unidos. Las cámaras se distinguen por los colores de la moqueta y los adornos de cada una de ellas. El Senado se distingue por el rojo y la Asamblea por el color verde, inspirados en la Cámara de los Lores y la Cámara de los Comunes respectivamente.
En la actualidad, el Partido Demócrata tiene una mayoría absoluta a prueba de veto en ambas cámaras de la Legislatura del Estado de California. La Asamblea está formada por 62 demócratas y 18 republicanos, mientras que el Senado está compuesto por 32 demócratas y 8 republicanos. Salvo un breve periodo entre 1995 y 1996, la Asamblea ha estado en manos demócratas desde las elecciones de 1970. El Senado ha estado continuamente bajo control demócrata desde 1970.
Los nuevos legisladores se reúnen cada nuevo período de sesiones de dos años, para organizarse, en las cámaras de la Asamblea y el Senado, respectivamente, al mediodía del primer lunes de diciembre siguiente a las elecciones.
Tras la reunión de organización, ambas cámaras entran en receso hasta el primer lunes de enero, excepto cuando el primer lunes es 1 de enero o el 1 de enero es domingo, en cuyo caso se reúnen el miércoles siguiente. Aparte del receso, la legislatura está en sesión todo el año.

### Gobierno local

#### Gobiernos municipales
Los municipios de derecho general deben su existencia a la legislación estatal y, en consecuencia, se rigen por ella; por su parte, los municipios estatutarios se rigen por sus propios estatutos municipales. Los municipios constituidos en el siglo XIX suelen ser municipios estatutarios. Las diez ciudades más pobladas del estado son ciudades autónomas. La mayoría de las ciudades pequeñas tienen una forma de gobierno concejo-administrador, en la que el concejo electo nombra a un administrador municipal para supervisar las operaciones de la ciudad. Algunas ciudades más grandes tienen un alcalde elegido directamente que supervisa el gobierno de la ciudad. En muchas de estas ciudades, el ayuntamiento elige a uno de sus miembros como alcalde, a veces por rotación, pero este tipo de cargo es fundamentalmente ceremonial. El Gobierno de San Francisco es la única ciudad-condado consolidada de California, donde tanto el gobierno de la ciudad como el del condado se han fusionado en una jurisdicción unificada.

### Representación Federal
El estado de California envía 53 miembros a la Cámara de Representantes, la mayor delegación estatal del Congreso del país. En consecuencia, California tiene también el mayor número de votos electorales en las elecciones presidenciales nacionales, con 55. El actual presidente de la Cámara de Representantes es el representante del distrito 20 de California, Kevin McCarthy.
California está representada por los senadores estadounidenses Dianne Feinstein, natural y exalcaldesa de San Francisco, y Alex Padilla, natural y ex secretario de Estado de California. La exsenadora estadounidense Kamala Harris, nativa y exfiscal del distrito de San Francisco, exfiscal general de California, dimitió el 18 de enero de 2021 para asumir su cargo como actual vicepresidenta de los Estados Unidos. En las elecciones al Senado de EE. UU. de 1992, California se convirtió en el primer estado en elegir una delegación senatorial compuesta íntegramente por mujeres, gracias a las victorias de Feinstein y Barbara Boxer. Dispuesto a suceder a la Vicepresidenta electa, el gobernador Newsom nombró al secretario de Estado Alex Padilla para terminar el resto del mandato de Harris, que finaliza en 2022, Padilla se ha comprometido a presentarse para el mandato completo en ese ciclo electoral. Padilla juró su cargo el 20 de enero de 2021, el mismo día de la toma de posesión del presidente electo Joe Biden y de Harris.

## Demografía
| Gráfica de evolución demográfica de California entre 1850 y |
|                                                             |

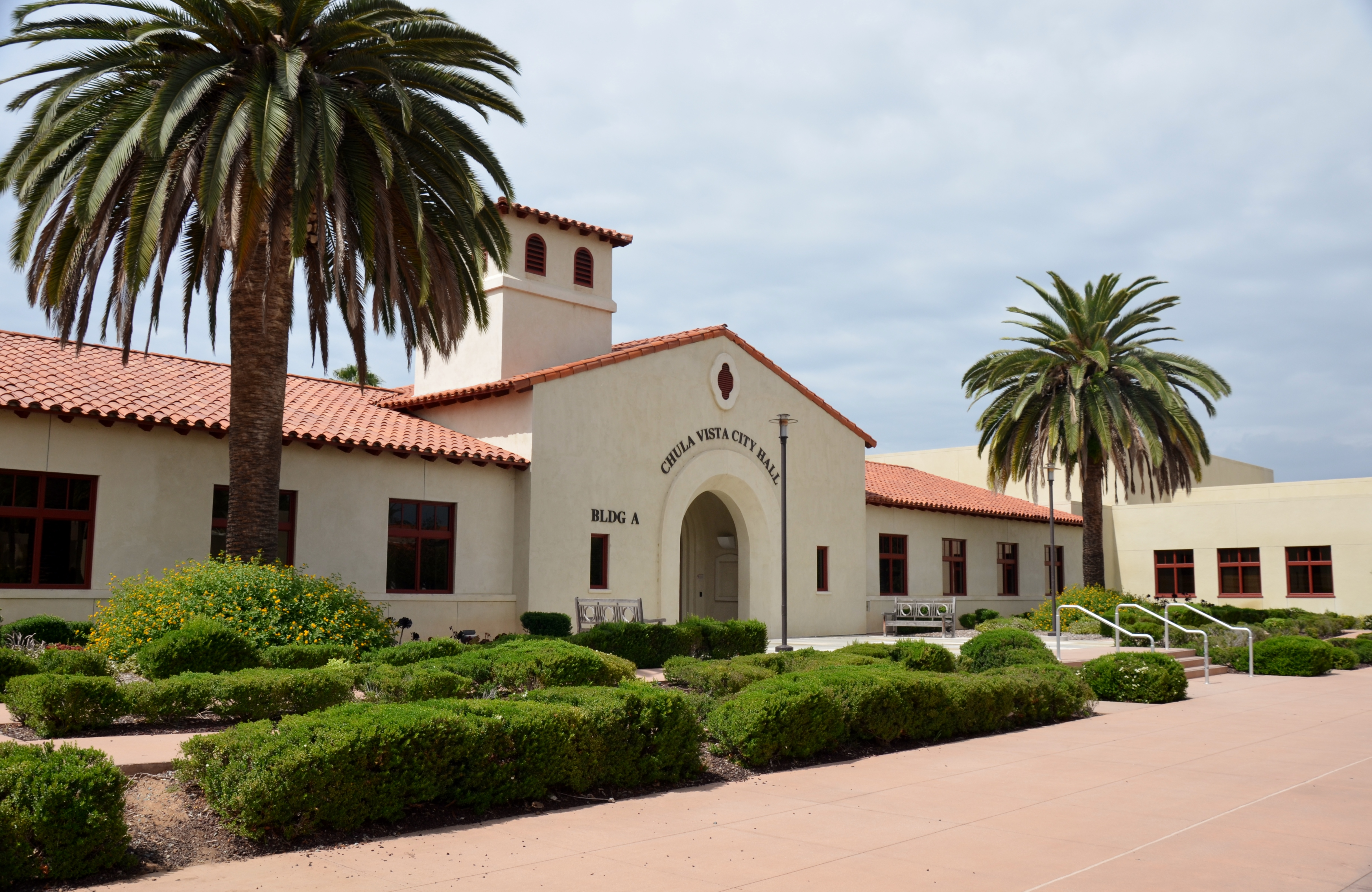
Ayuntamiento o alcaldía de Chula Vista en California

La Oficina del Censo de los Estados Unidos estima que la población de California fue de 38 041 430 habitantes al 1 de julio de 2012, un 2,1 % de incremento desde el censo de 2010. Entre 2000 y 2009, hubo un incremento natural de 3 090 016 (5 058 440 nacimientos menos 2 179 958 muertes). Durante este período, la migración internacional produjo un aumento de 1 816 633 personas, mientras que la migración interna produjo una disminución de 1 509 708, lo que resulta en una inmigración neta de 306 925 personas. Las estadísticas del Estado de California muestran una población de 38 292 687 al 1 de enero de 2009. Sin embargo, de acuerdo con el Manhattan Institute for Policy Research, desde 1990 casi 3,4 millones de californianos se han mudado a otros estados. Aunque el estado experimentó un crecimiento negativo en 2021 y 2022. A medida que la pandemia de COVID-19 fue disminuyendo, el crecimiento natural de la población de California (es decir, nacimientos menos muertes) aumentó de 87 400 a 106 900 entre 2021 y 2022 y la inmigración extranjera aumentó de 31 300 a 90 300. Sin embargo, las cifras de migración interna empeoraron. California perdió un total neto de 407 000 residentes que se fueron a otros estados entre julio de 2021 y julio de 2022.
California es la segunda entidad subnacional más poblada del hemisferio occidental y del continente americano, tras el estado de São Paulo, en Brasil. Además, el condado de Los Ángeles ha celebrado el título de condado más poblado de Estados Unidos durante décadas, es más populoso que 42 de los estados estadounidenses. En California se encuentran ocho de las 50 ciudades más pobladas en los Estados Unidos: Los Ángeles, San Diego, San José, San Francisco, Fresno, Sacramento, Long Beach, y Oakland. El centro de población del estado está localizado en el pueblo de Buttonwillow, condado de Kern.

### Raza y etnia
| Raza y etnia                              | Alone | Alone | Total | Total |
| ----------------------------------------- | ----- | ----- | ----- | ----- |
| Hispano o Latino                          | —     |       | 39.4% | 39.4  |
| Blancos no hispanos                       | 34.7% | 34.7  | 38.3% | 38.3  |
| Asiáticos                                 | 15.1% | 15.1  | 17.0% | 17    |
| Negros                                    | 5.4%  | 5.4   | 6.4%  | 6.4   |
| Nativos                                   | 0.4%  | 0.4   | 1.3%  | 1.3   |
| Estadounidenses de las islas del Pacífico | 0.3%  | 0.3   | 0.7%  | 0.7   |
| Otro                                      | 0.6%  | 0.6   | 1.3%  | 1.3   |

Según la Oficina del Censo de los Estados Unidos en 2018, la población se identificó a sí misma como (sola o en combinación): 72,1 % de blancos (incluidos los blancos hispanos), 36,8 % de blancos no hispanos, 15,3 % de asiáticos, 6,5 % de negros o africanos estadounidenses, 1.6 % nativo americano y nativo de Alaska, 0.5 % nativo de Hawái o de las islas del Pacífico y 3.9 % de dos o más razas.
| Etnia                               | 1980                    | 1980    | 1990                    | 1990    | 2000       | 2000    | 2010       | 2010    | 2015       | 2015    |
| Etnia                               | Total                   | Pct.    | Total                   | Pct.    | Total      | Pct.    | Total      | Pct.    | Total      | Pct.    |
| ----------------------------------- | ----------------------- | ------- | ----------------------- | ------- | ---------- | ------- | ---------- | ------- | ---------- | ------- |
| Blanco                              | 15 650 775              | 66,13 % | 17 029 126              | 57,22 % | 15 816 790 | 46,70 % | 14 956 253 | 40,15 % | 14 879 258 | 38,73 % |
| Hispano o latino                    | 4 541 300               | 19,19 % | 7 687 938               | 25,83 % | 10 966 556 | 32,38 % | 14 013 719 | 37,62 % | 14 750 686 | 38,39 % |
| Asiático                            | 1 242 157               | 5,25 %  | 2 710 353               | 9,11 %  | 3 648 860  | 10,77 % | 4 775 070  | 12,82 % | 5 192 548  | 13,51 % |
| Negro o afroamericano               | 1 784 086               | 7,54 %  | 2 092 446               | 7,03 %  | 2 181 926  | 6,44 %  | 2 163 804  | 5,81 %  | 2 160 795  | 5,62 %  |
| Indio americano y nativo de Alaska  | 189 700                 | 0,80 %  | 184 065                 | 0,62 %  | 178 984    | 0,53 %  | 162 250    | 0,44 %  | 142 191    | 0,37 %  |
| Hawaiano y otro isleño del Pacífico | &&&&&&&&&&&&&&00.&&&&-0 |         | &&&&&&&&&&&&&&00.&&&&-0 |         | 103 736    | 0,31 %  | 128 577    | 0,35 %  | 139 009    | 0,36 %  |
| Otra etnia                          | 59 884                  | 0,25 %  | 56 093                  | 0,19 %  | 71 681     | 0,21 %  | 85 587     | 0,23 %  | 84 477     | 0,22 %  |
| Dos o más etnias                    |                         |         |                         |         | 903 115    | 2,67 %  | 968 696    | 2,60 %  | 1 072 500  | 2,79 %  |
| Total                               | 23 667 902              | 100 %   | 29 760 021              | 100 %   | 33 871 648 | 100 %   | 37 253 956 | 100 %   | 38 421 464 | 100 %   |

### Idiomas
La lengua oficial es el inglés, hablado en el hogar por el 56,08 % de la población californiana en 2021. El español es la segunda lengua en número de hablantes, con un 28,18 % de la población. El chino es la tercera lengua, con un 3,36 %. La sección 1632 del Código Civil de California reconoce el idioma español, de ahí que la ley Dymally-Alatorre sobre documentos y otros servicios bilingües, instituya un bilingüismo inglés-español, sin la exclusión necesaria de otras lenguas. El resto de idiomas, como los idiomas tagalo y vietnamita, llegan hasta el 12,5 % del total.
Los idiomas indígenas del estado, que apenas suponen unas decenas de miles de hablantes, pertenecientes sobre todo a los grupos hokano y penutio, son lenguas amenazadas: muchas de ellas son habladas solo por las generaciones más ancianas que son bilingües, mientras que muchos niños amerindios son monolingües en inglés.

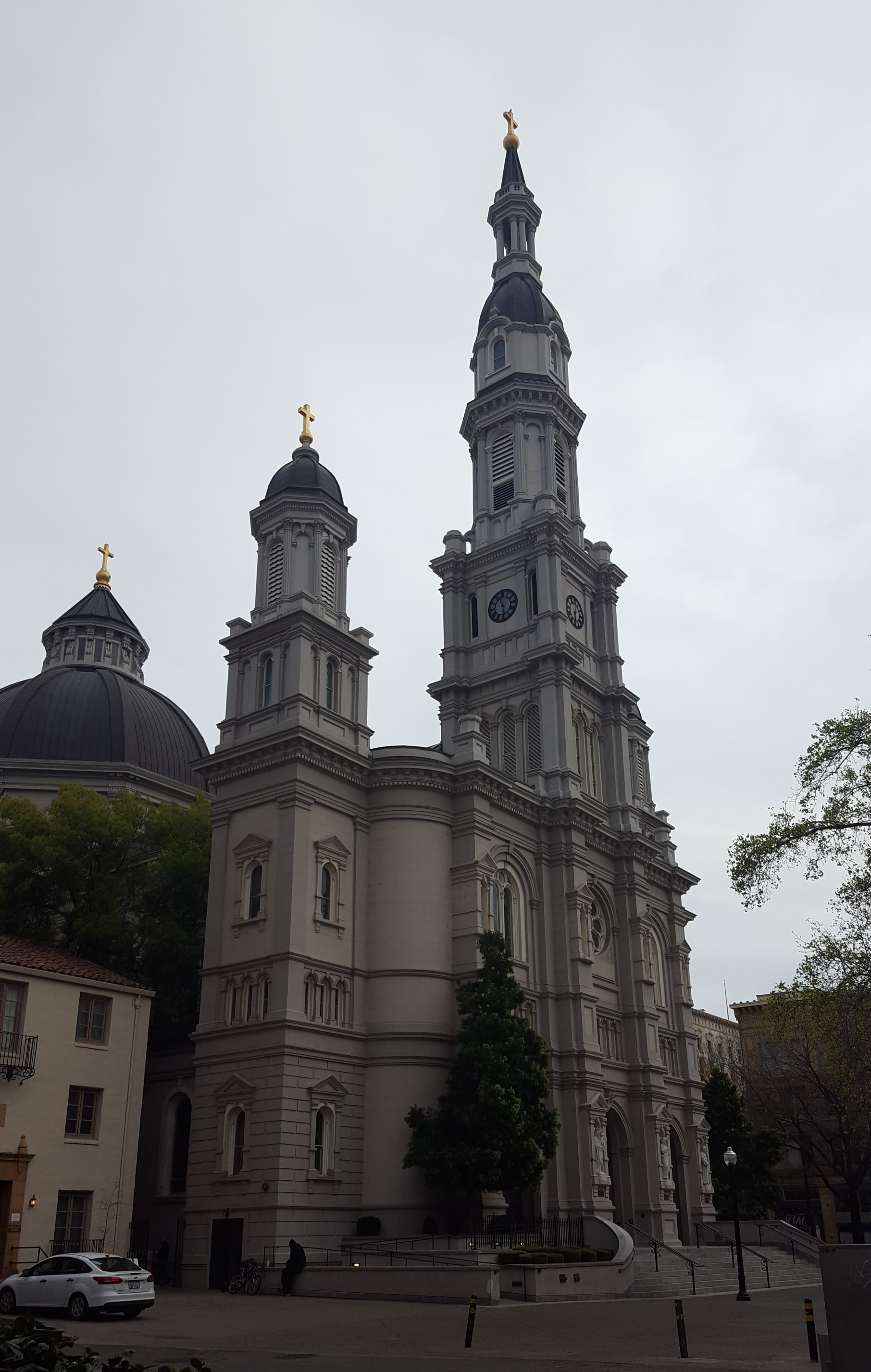
La Catedral del Santísimo Sacramento en Sacramento, California

### Religión
Las mayores confesiones religiosas por número de fieles en porcentaje de la población de California en 2014 fueron la Iglesia católica, con el 28 %, los protestantes evangélicos, con el 20 %, y los protestantes tradicionales, con el 10 %. En conjunto, todos los tipos de protestantes representaban el 32 por ciento. Los no afiliados a ninguna religión representaban el 27 por ciento de la población. El desglose de otras religiones es de un 1 % de musulmanes, un 2 % de hindúes y un 2 % de budistas, lo que supone un cambio respecto a 2008, cuando la población identificaba su religión con la Iglesia católica, con un 31 %; los protestantes evangélicos, con un 18 %; y los protestantes de línea principal, con un 14 %. En 2008, los no afiliados a ninguna religión representaban el 21 % de la población. El desglose de otras religiones en 2008 era de un 0,5 por ciento de musulmanes, un 1 por ciento de hindúes y un 2 por ciento de budistas. El American Jewish Year Book situaba la población judía total de California en torno a 1 194 190 personas en 2006. Según la Association of Religion Data Archives (ARDA), las mayores confesiones por número de fieles en 2010 eran la Iglesia Católica, con 10 233 334; La Iglesia de Jesucristo de los Santos de los Últimos Días, con 763 818; y la Convención Bautista del Sur, con 489 953.
Los primeros sacerdotes que llegaron a California fueron misioneros católicos procedentes de España. Los católicos fundaron 21 misiones a lo largo de la costa de California, así como las ciudades de Los Ángeles y San Francisco. California sigue teniendo una gran población católica debido al gran número de mexicanos y centroamericanos que viven dentro de sus fronteras. California tiene doce diócesis y dos archidiócesis, la archidiócesis de Los Ángeles y la archidiócesis de San Francisco, siendo la primera la mayor archidiócesis de Estados Unidos.
Una encuesta del Pew Research Center reveló que California es algo menos religiosa que el resto de los estados: El 62 % de los californianos dicen estar "absolutamente seguros" de su creencia en Dios, mientras que en el país lo afirma el 71 %. La encuesta también reveló que el 48 % de los californianos dice que la religión es "muy importante", frente al 56 % nacional.

### Educación

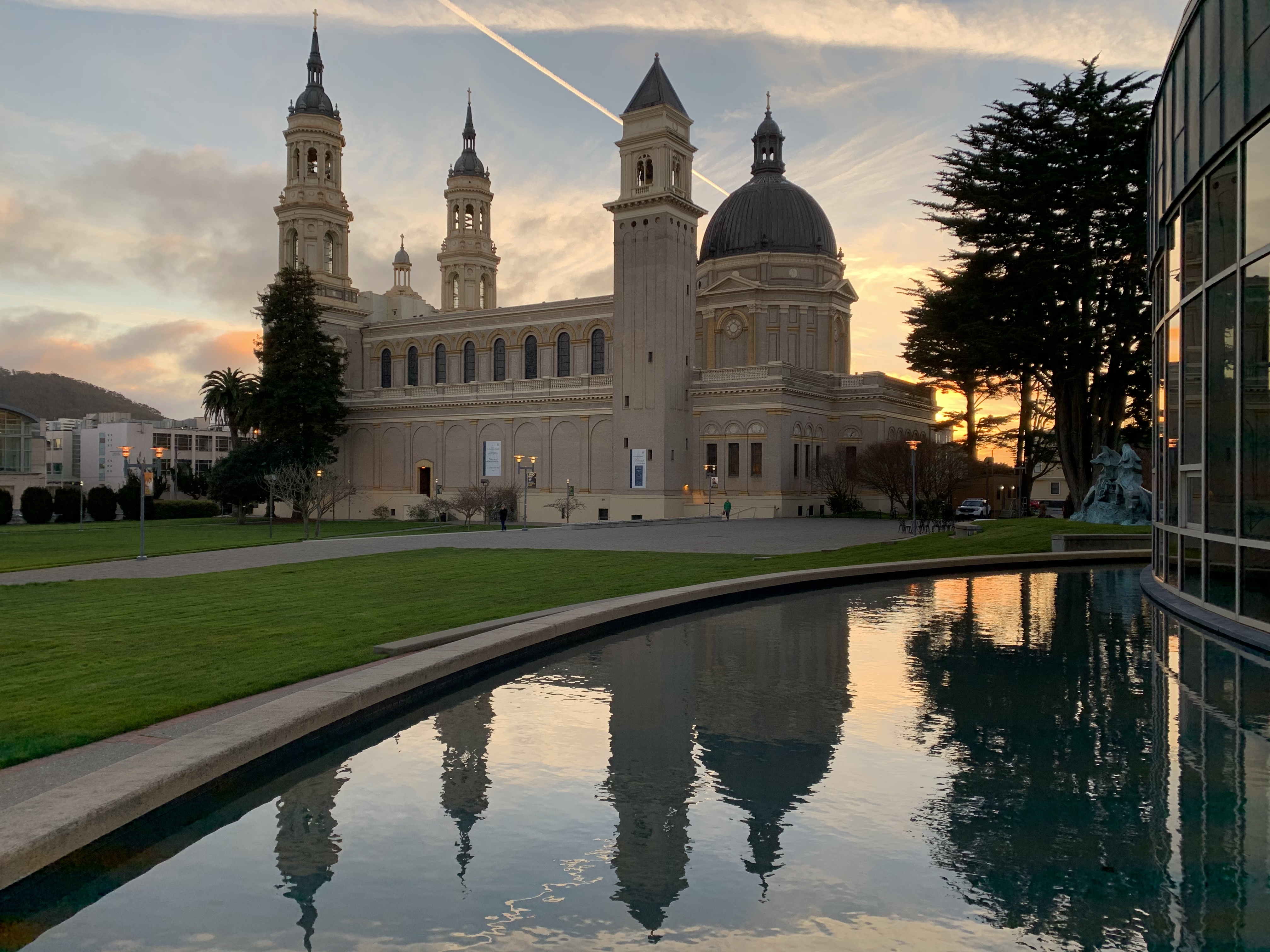
Universidad de San Francisco en California

California es el estado con más alumnos escolarizados del país, con más de 6,2 millones en el curso 2005-06, lo que supone más alumnos escolarizados que la población total de 36 estados y una de las mayores matriculaciones previstas del país.
La educación secundaria pública consiste en institutos que imparten cursos optativos de oficios, idiomas y artes liberales con itinerarios para superdotados, universitarios y estudiantes de artes industriales. El sistema educativo público de California está respaldado por una enmienda constitucional única que exige un nivel mínimo de financiación anual para los grados K-12 y los colegios comunitarios que crece con la economía y las cifras de matriculación de estudiantes.
En 2016, el gasto por alumno en las escuelas públicas K-12 de California ocupó el puesto 22 en la nación (11 500 $ por estudiante frente a 11 800 $ para el promedio de Estados Unidos).
Para 2012, las escuelas públicas K-12 de California ocuparon el puesto 48 en el número de empleados por estudiante, con 0,102 (el promedio de los EE. UU. fue de 0,137), mientras que pagaron el séptimo más por empleado, 49 000 $ (el promedio de los EE. UU. fue de 39 000 $).
Un estudio de 2007 concluyó que el sistema escolar público de California estaba "roto" por el supuesto exceso de regulación.
La educación pública postsecundaria de California está organizada en tres sistemas separados:

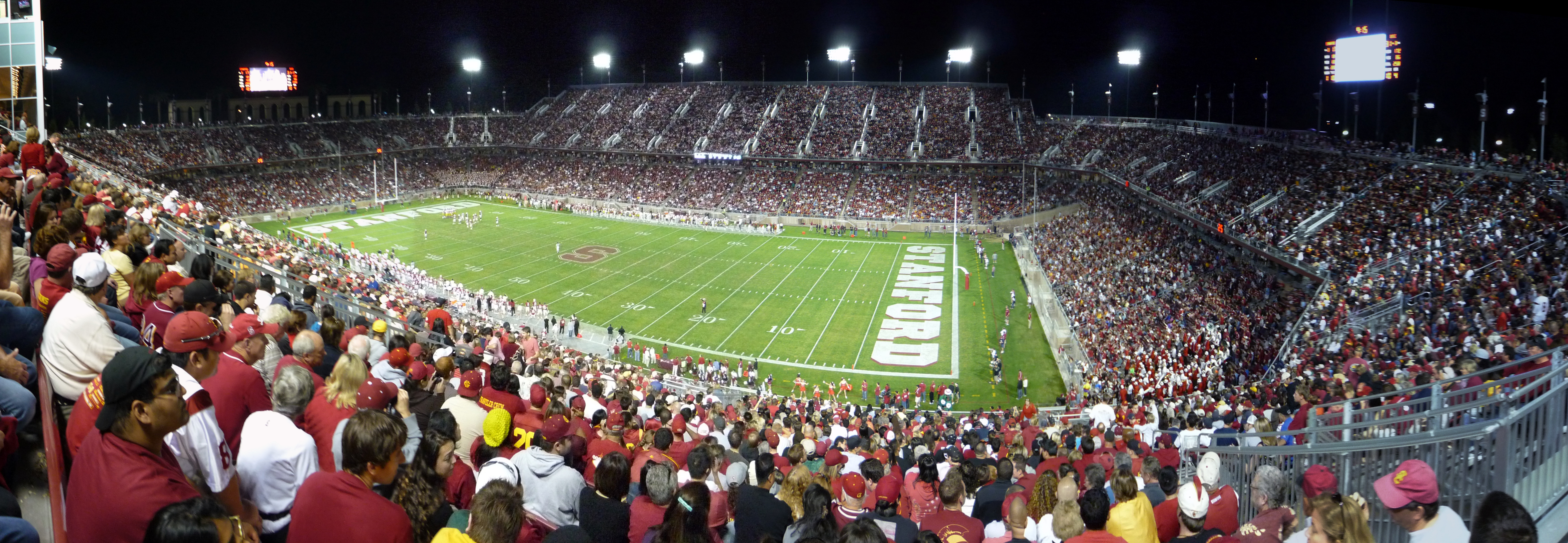
Estadio de la Universidad de Stanford en California

El sistema universitario público de investigación del estado es la Universidad de California (UC). En otoño de 2011, la Universidad de California contaba con un total de 234 464 estudiantes y diez campus. Nueve son campus generales que ofrecen programas de grado y posgrado que culminan con la concesión de licenciaturas, másteres y doctorados. Hay un campus especializado, la UC de San Francisco, que se dedica por completo a la educación de posgrado en atención sanitaria y alberga el Centro Médico UCSF, el hospital mejor clasificado de California. El sistema se concibió originalmente para aceptar a la octava parte de los mejores estudiantes de secundaria de California, pero varios de los campus se han vuelto aún más selectivos. El sistema de la UC ha tenido históricamente la autoridad exclusiva para conceder el doctorado, pero esto ha cambiado desde entonces y la CSU tiene ahora una autorización estatutaria limitada para conceder un puñado de tipos de títulos de doctorado independientemente de la UC.

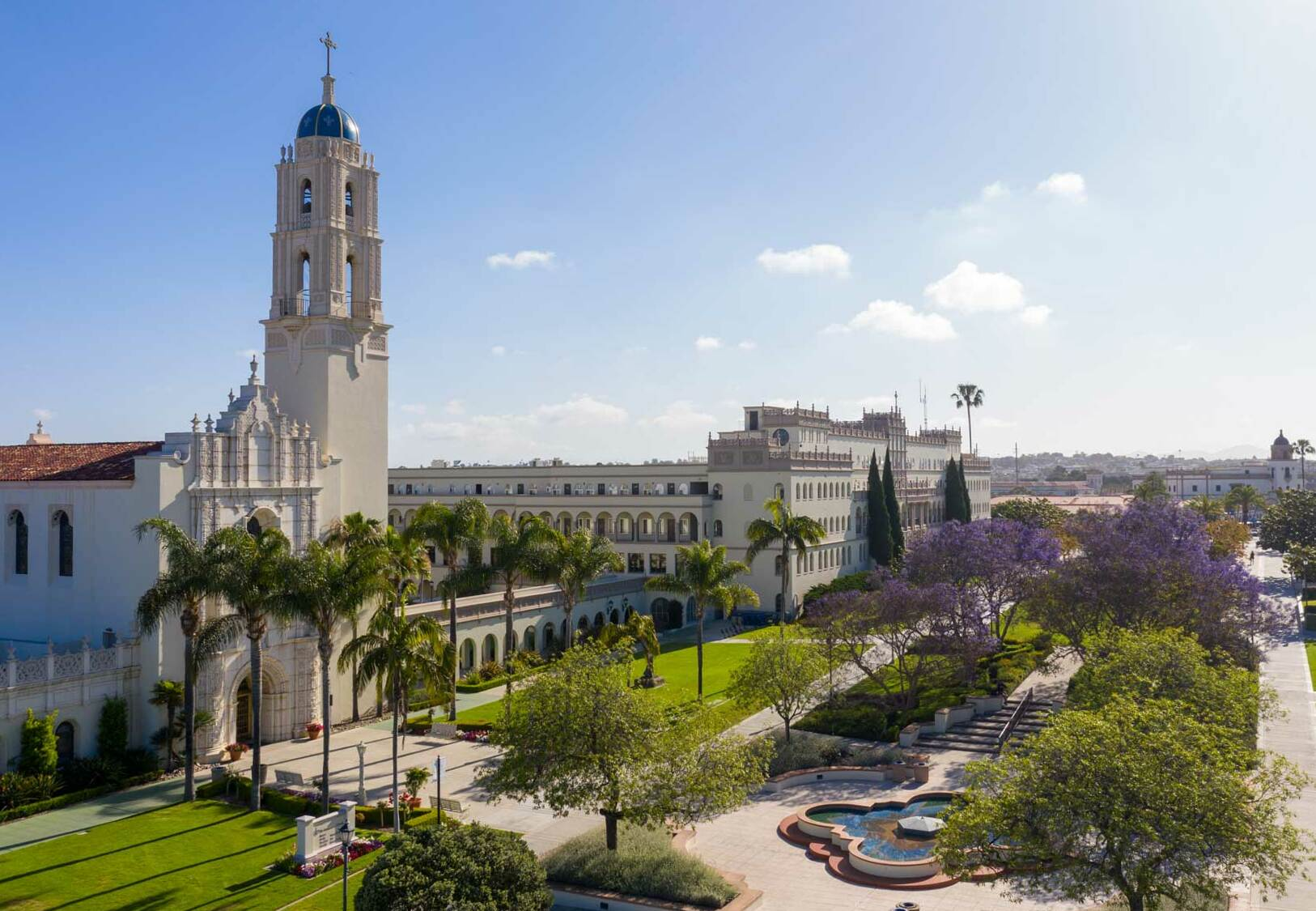
Universidad de San Diego

El sistema de la Universidad Estatal de California (CSU) cuenta con casi 430 000 estudiantes. En un principio, la CSU (que utiliza el artículo definido en su forma abreviada, mientras que la UC no lo hace) estaba destinada a aceptar al tercio superior de los estudiantes de secundaria de California, pero varios de sus campus se han vuelto mucho más selectivos. En un principio, la CSU sólo estaba autorizada a conceder licenciaturas y másteres, y sólo podía conceder el doctorado como parte de programas conjuntos con la UC o universidades privadas. Desde entonces, se ha concedido a la CSU la autoridad para conceder de forma independiente varios títulos de doctorado (en campos académicos específicos que no invaden la jurisdicción tradicional de la UC).
El sistema de Community Colleges de California ofrece cursos de división inferior que culminan en el título de asociado, así como formación básica y laboral que culmina en diversos tipos de certificados. (Quince community colleges de California conceden ahora licenciaturas de cuatro años en disciplinas muy demandadas en su zona geográfica. Es la mayor red de enseñanza superior de EE. UU., compuesta por 112 colleges que atienden a una población estudiantil de más de 2,6 millones de alumnos.
California también alberga universidades privadas tan notables como la Universidad de Stanford, el Instituto Tecnológico de California (Caltech), la Universidad del Sur de California, los Claremont Colleges, la Universidad de Santa Clara, la Universidad Loyola Marymount, la Universidad de San Diego, la Universidad de San Francisco, la Universidad Chapman, la Universidad Pepperdine, el Occidental College y la Universidad del Pacífico, entre otros numerosos colegios y universidades privadas, incluidas muchas instituciones religiosas y con fines especiales. California tiene una densidad especialmente alta de facultades de arte, como el California College of the Arts, el California Institute of the Arts, el San Francisco Art Institute, el Art Center College of Design y la Academy of Art University, entre otras.

### Ciudades importantes
La mayor parte de población de California se concentra en tres grandes áreas metropolitanas:

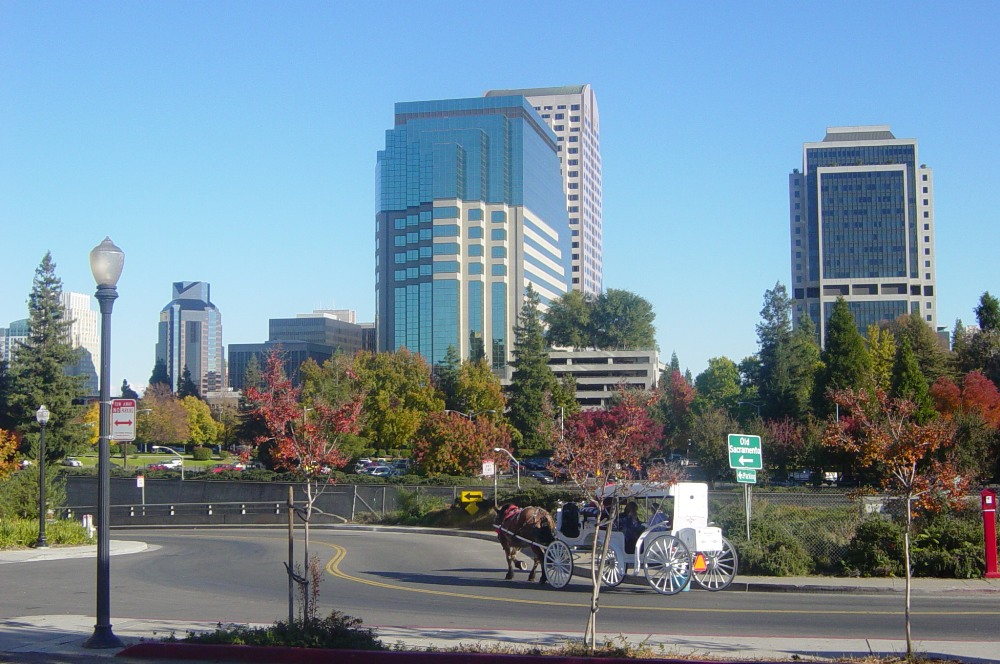
Sacramento
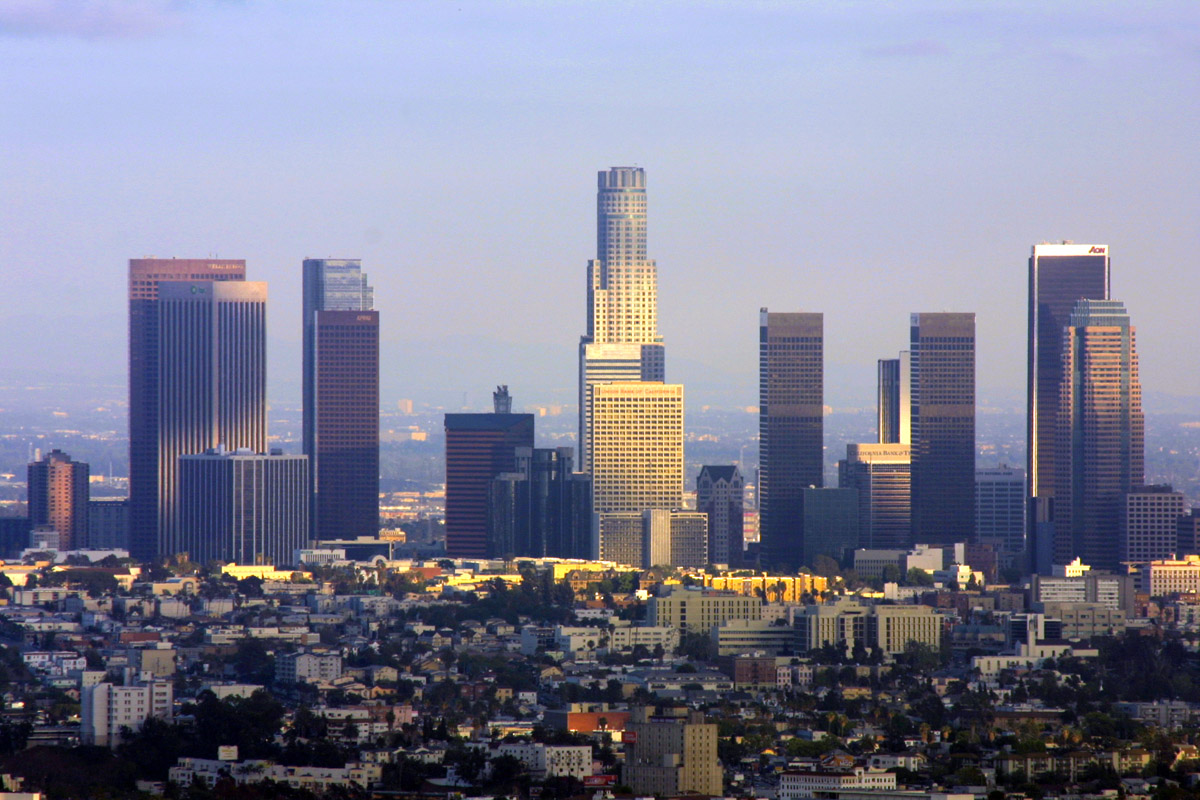
Gran Los Ángeles: Los Ángeles, Long Beach, Santa Ana, Anaheim, Irvine...
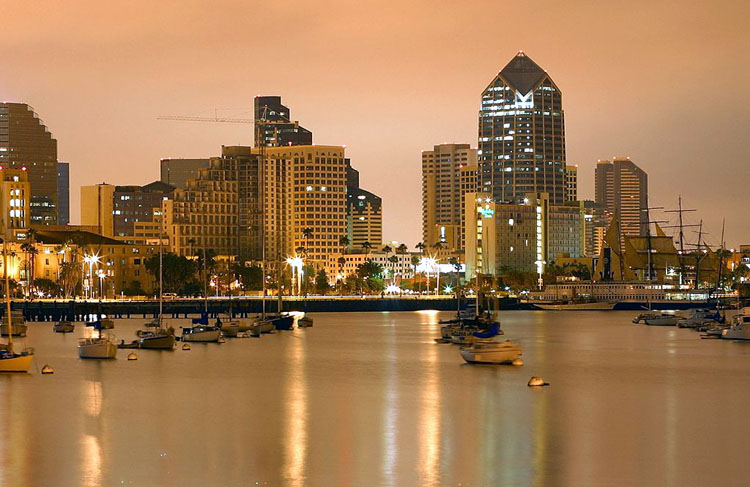
Área de la Bahía de San Francisco: San Francisco, San José, Oakland, Fremont, Santa Rosa...
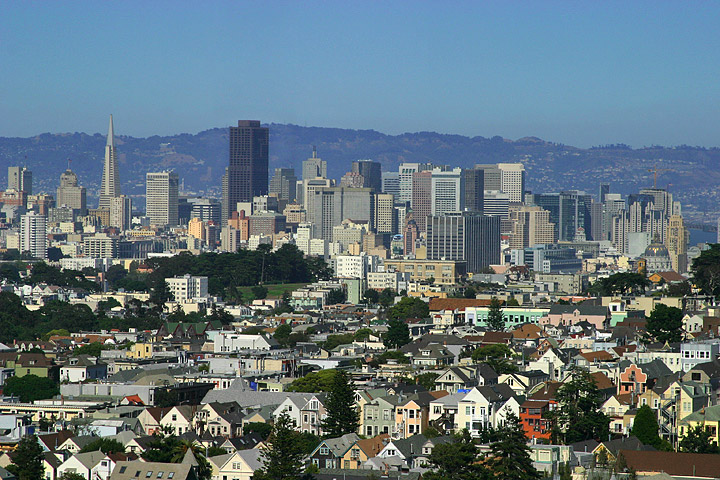
Área metropolitana de San Diego-Tijuana: San Diego, Chula Vista, Oceanside...
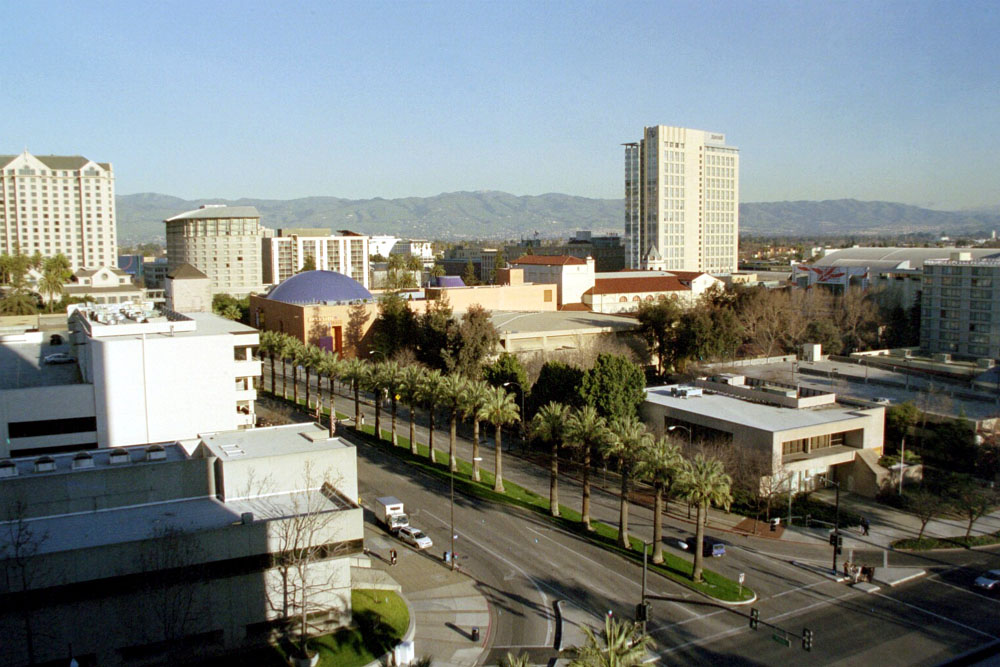
San José
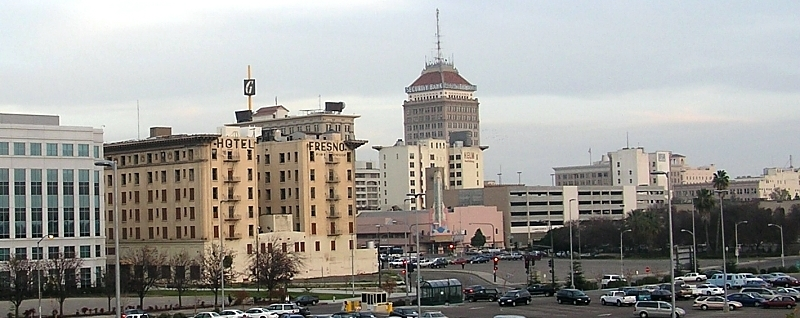
Fresno
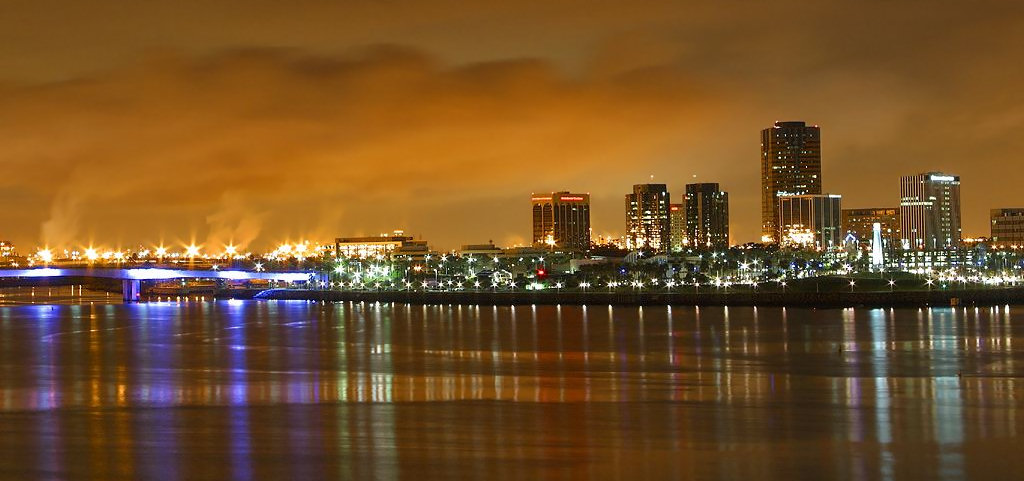
Long Beach
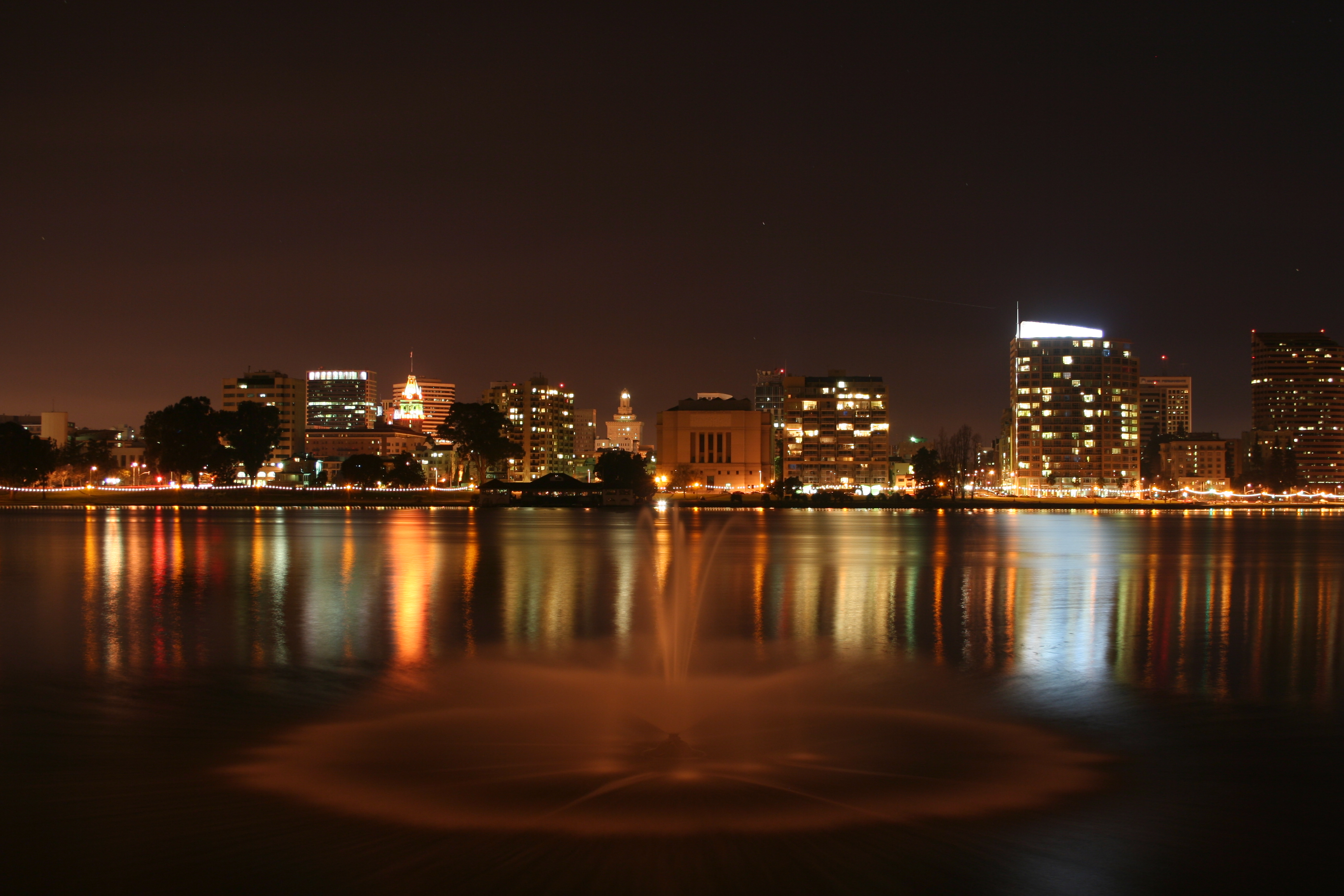
Oakland

- Otras ciudades de importancia son Sacramento (capital del Estado), Fresno, Bakersfield, Riverside, Stockton, Modesto...

#### Otras ciudades importantes
- Anaheim
- Antioch
- Bakersfield
- Berkeley
- Beverly Hills
- Burbank
- Carlsbad
- Carson
- Chino
- Chula Vista
- Compton
- Concord
- Corona
- Costa Mesa
- Cupertino
- Daly City
- Downey
- Elk Grove
- El Monte
- Escondido
- Eureka
- Fairfield
- Fontana
- Fremont
- Fullerton
- Garden Grove
- Glendale
- Hayward
- Huntington Beach
- Inglewood
- Irvine
- Lancaster
- Malibú
- Mission Viejo
- Modesto
- Moreno Valley
- Mountain View
- Murrieta
- Napa
- Norwalk
- Montecito
- Oceanside
- Ontario
- Orange
- Oxnard
- Palmdale
- Palm Springs
- Palo Alto
- Pasadena
- Pomona
- Rancho Cucamonga
- Redding
- Redondo Beach
- Redwood City
- Rialto
- Richmond
- Riverside
- Roseville
- Salinas
- San Bernardino
- Santa Ana
- Santa Bárbara
- Santa Clara
- Santa Clarita
- San Diego
- Santa Mónica
- Santa Rosa
- Simi Valley
- South Gate
- Stockton
- Sunnyvale
- Temecula
- Thousand Oaks
- Torrance
- Vallejo
- Ventura
- Victorville
- Visalia
- West Covina

- Sacramento
- Los Ángeles
- San Diego
- San Francisco
- San José
- Fresno
- Long Beach
- Oakland

## Economía

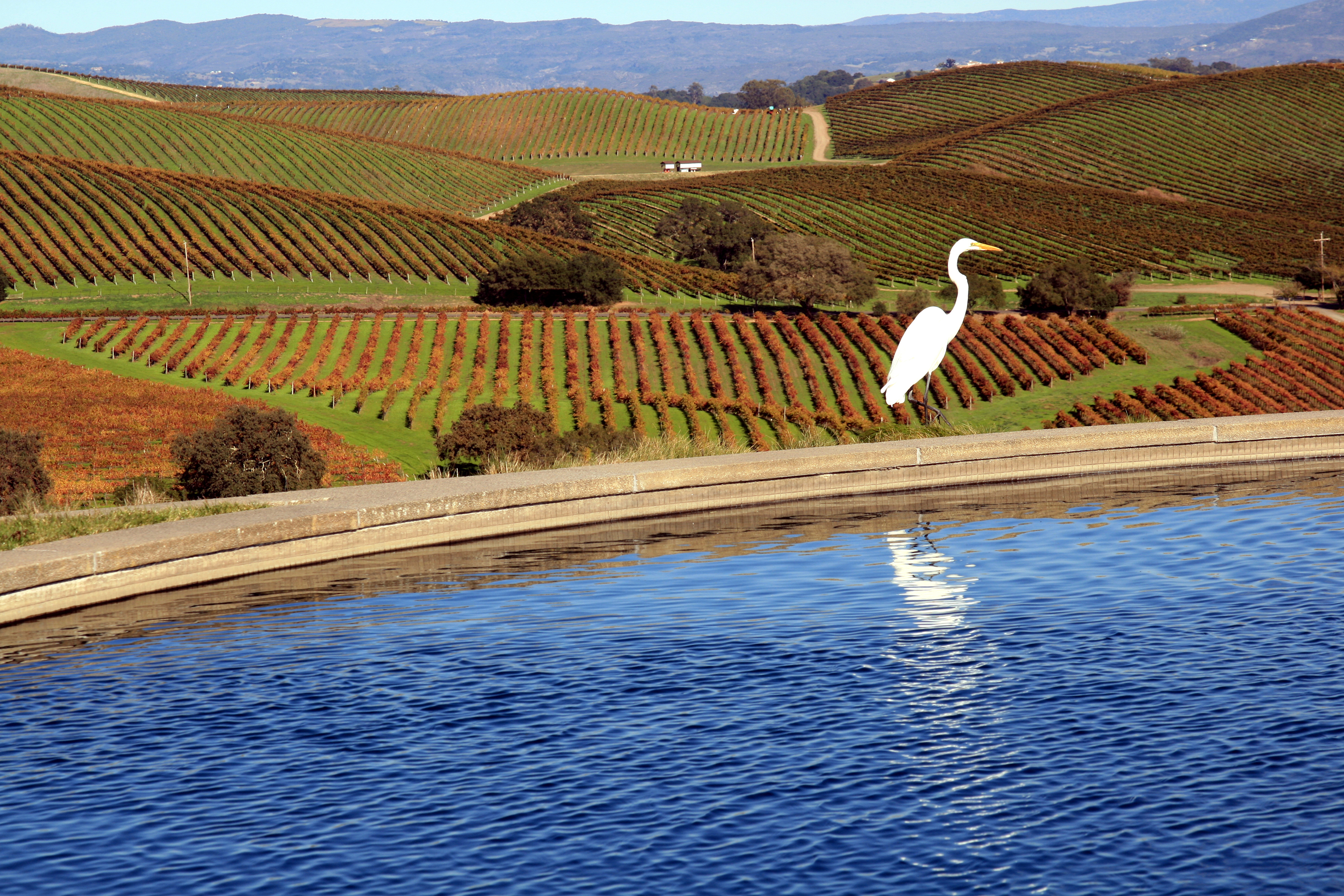
Un viñedo en el Valle de Napa en California

La economía de California es una de las mayores del mundo. En 2021, el producto estatal bruto (PEB) era de 3,3 billones de dólares (85 500 dólares per cápita), el mayor de Estados Unidos. California es responsable de una séptima parte del producto interior bruto (PIB) de la nación. En 2018, el PIB nominal de California es mayor que el de todos los países excepto cuatro (Estados Unidos, China, Japón y Alemania). En términos de paridad de poder adquisitivo (PPA), es más grande que todos los países excepto ocho (Estados Unidos, China, India, Japón, Alemania, Rusia, Brasil e Indonesia). La economía de California es más grande que África y Australia y es casi tan grande como América del Sur. El estado registró un empleo total no agrícola de 16 677 800, en septiembre de 2021 entre 966 224 establecimientos empleadores. (en 2019).

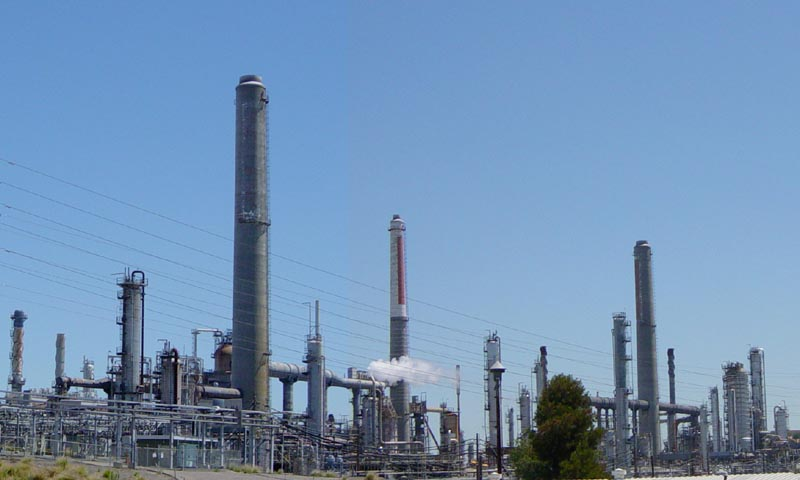
Una refinería en California

Los cinco mayores sectores de empleo en California son el comercio, el transporte y los servicios públicos; el gobierno; los servicios profesionales y empresariales; la educación y los servicios sanitarios; y el ocio y la hostelería. En cuanto a la producción, los cinco sectores más importantes son los servicios financieros, seguidos del comercio, el transporte y los servicios públicos; la educación y los servicios sanitarios; la administración pública; y la industria. California tiene una tasa de desempleo del 3,9 % en septiembre de 2022.
La economía de California depende del comercio y el comercio internacional representa alrededor de una cuarta parte de la economía del estado. En 2008, California exportó bienes por valor de 144 000 millones de dólares, frente a los 134 000 millones de 2007 y los 127 000 millones de 2006. Los ordenadores y los productos electrónicos son el principal producto de exportación de California, con un 42 % de todas las exportaciones del estado en 2008.
La agricultura es un sector importante en la economía de California. Las ventas relacionadas con la agricultura se han cuadruplicado con creces en las últimas tres décadas, pasando de 7300 millones de dólares en 1974 a casi 31 000 millones en 2004. Este aumento se ha producido a pesar de un descenso del 15 % en la superficie dedicada a la agricultura durante el periodo, y de que el suministro de agua sufre una inestabilidad crónica. Los factores que contribuyen al crecimiento de las ventas por acre incluyen un uso más intensivo de las tierras de cultivo activas y mejoras tecnológicas en la producción de cultivos. En 2008, las 81 500 granjas y ranchos de California generaron unos ingresos por productos de 36 200 millones de dólares. En 2011, esa cifra creció hasta los 43 500 millones de dólares. El sector agrícola representa el dos por ciento del PIB del estado y emplea alrededor del tres por ciento de su fuerza laboral total. Según el USDA en 2011, los tres productos agrícolas más grandes de California por valor fueron la leche y la crema, las almendras sin cáscara y las uvas.

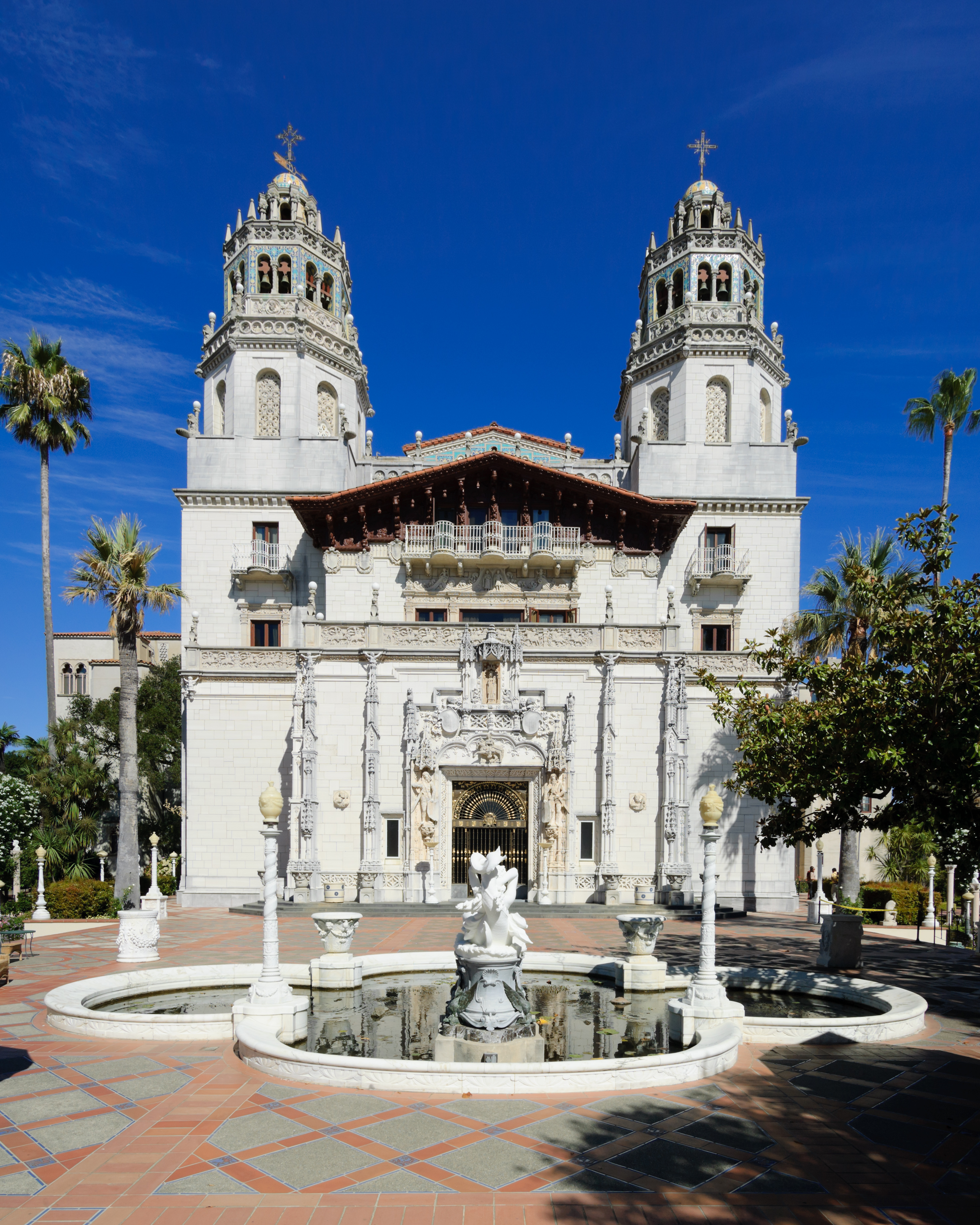
Castillo Hearst, o La Cuesta Encantada, una atracción turística que está inspirada en la iglesia de Santa María la Mayor, Ronda, España

El PIB per cápita en 2007 fue de 38 956 dólares, el undécimo del país. La renta per cápita varía mucho según la región geográfica y la profesión. El Valle Central es el más empobrecido, con trabajadores agrícolas emigrantes que ganan menos del salario mínimo. Según un informe de 2005 del Servicio de Investigación del Congreso, el Valle de San Joaquín se caracterizó como una de las regiones económicamente más deprimidas de Estados Unidos, a la par con la región de los Apalaches. Utilizando la medida de pobreza suplementaria, California tiene una tasa de pobreza del 23,5 %, la más alta de cualquier estado del país. Sin embargo, utilizando la medida oficial, la tasa de pobreza era solo del 13,3 % en 2017. Muchas ciudades costeras incluyen algunas de las áreas per cápita más ricas de Estados Unidos. Los sectores de alta tecnología del norte de California, concretamente Silicon Valley, en los condados de Santa Clara y San Mateo, han salido de la recesión económica provocada por la quiebra de las puntocom.
En 2019, había 1 042 027 hogares millonarios en el estado, más que en cualquier otro estado de la nación. En 2010, los residentes de California ocupaban el primer lugar entre los estados con la mejor puntuación crediticia media, 754.
El gasto estatal aumentó de 56.000 millones de dólares en 1998 a 127 000 millones de dólares en 2011. California tiene el tercer mayor gasto per cápita en asistencia social entre los estados, así como el mayor gasto en asistencia social con 6670 millones de dólares. En enero de 2011, la deuda total de California era de al menos 265.000 millones de dólares. El 27 de junio de 2013, el gobernador Jerry Brown firmó un presupuesto equilibrado (sin déficit) para el estado, el primero en décadas; sin embargo, la deuda del estado sigue siendo de 132 000 millones de dólares.
Con la aprobación de la Proposición 30 en 2012 y la Proposición 55 en 2016, California aplica ahora un tipo marginal máximo del 13,3 % en el impuesto sobre la renta con diez tramos impositivos, que van desde el 1 % en el tramo inferior de 0 dólares de ingresos anuales individuales hasta el 13,3 % para ingresos anuales individuales superiores a 1 millón de dólares (aunque los tramos superiores son solo temporales hasta que la Proposición 55 expire a finales de 2030). Aunque la Proposición 30 también promulgó un impuesto estatal mínimo sobre las ventas del 7,5 %, este aumento del impuesto sobre las ventas no fue prorrogado por la Proposición 55 y volvió al tipo mínimo anterior del impuesto estatal sobre las ventas del 7,25 % en 2017. Los gobiernos locales pueden recaudar, y de hecho recaudan, impuestos sobre las ventas adicionales a este tipo mínimo.
Todos los bienes inmuebles se gravan anualmente; el impuesto ad valorem se basa en el valor justo de mercado de la propiedad en el momento de la compra o en el valor de la nueva construcción. Los aumentos del impuesto sobre bienes inmuebles están limitados al 2 % anual o a la tasa de inflación (la que sea menor), de acuerdo con la Proposición 13.

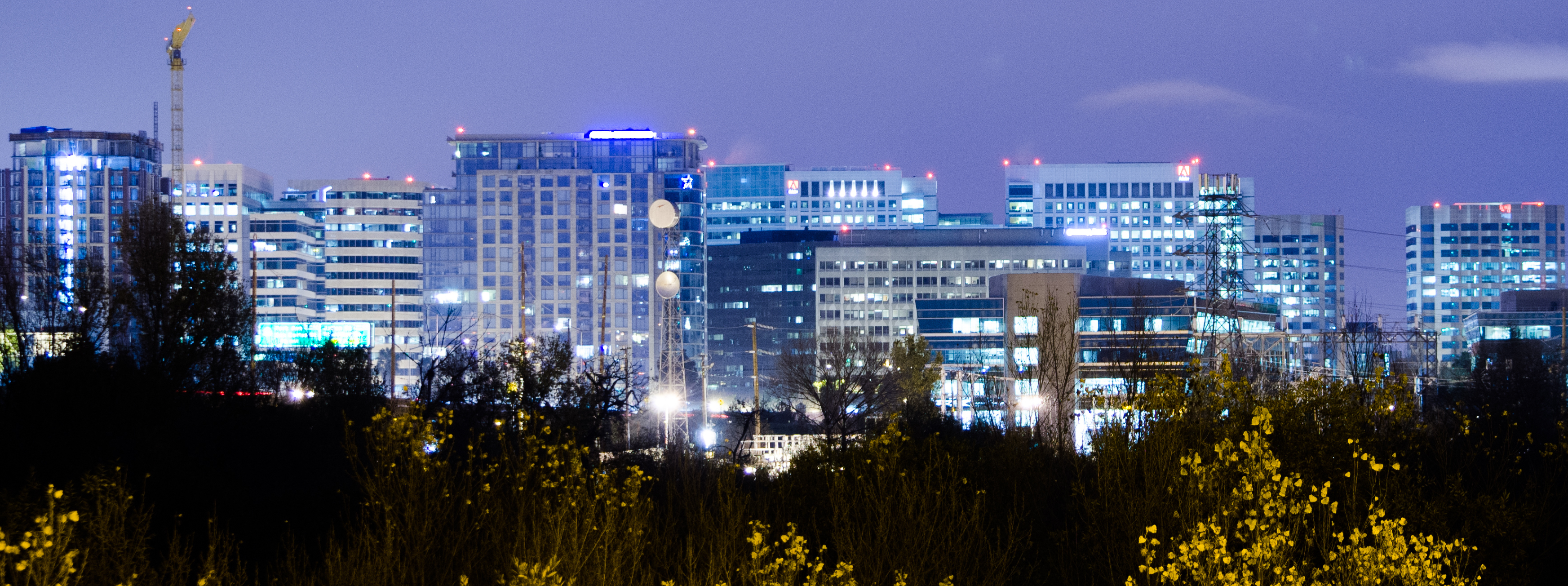
Silicon Valley, sede de muchas de las empresas tecnológicas más importantes del mundo como Apple, Google, Facebook, Netflix, Twitter

## Infraestructura

### Energía
Al ser el estado más poblado de Estados Unidos, California es uno de los mayores consumidores de energía del país. Sin embargo, debido a sus elevadas tarifas energéticas, a los mandatos de conservación, al clima templado de los mayores núcleos de población y al fuerte movimiento ecologista, su consumo de energía per cápita es uno de los menores de todos los estados de EE. UU.

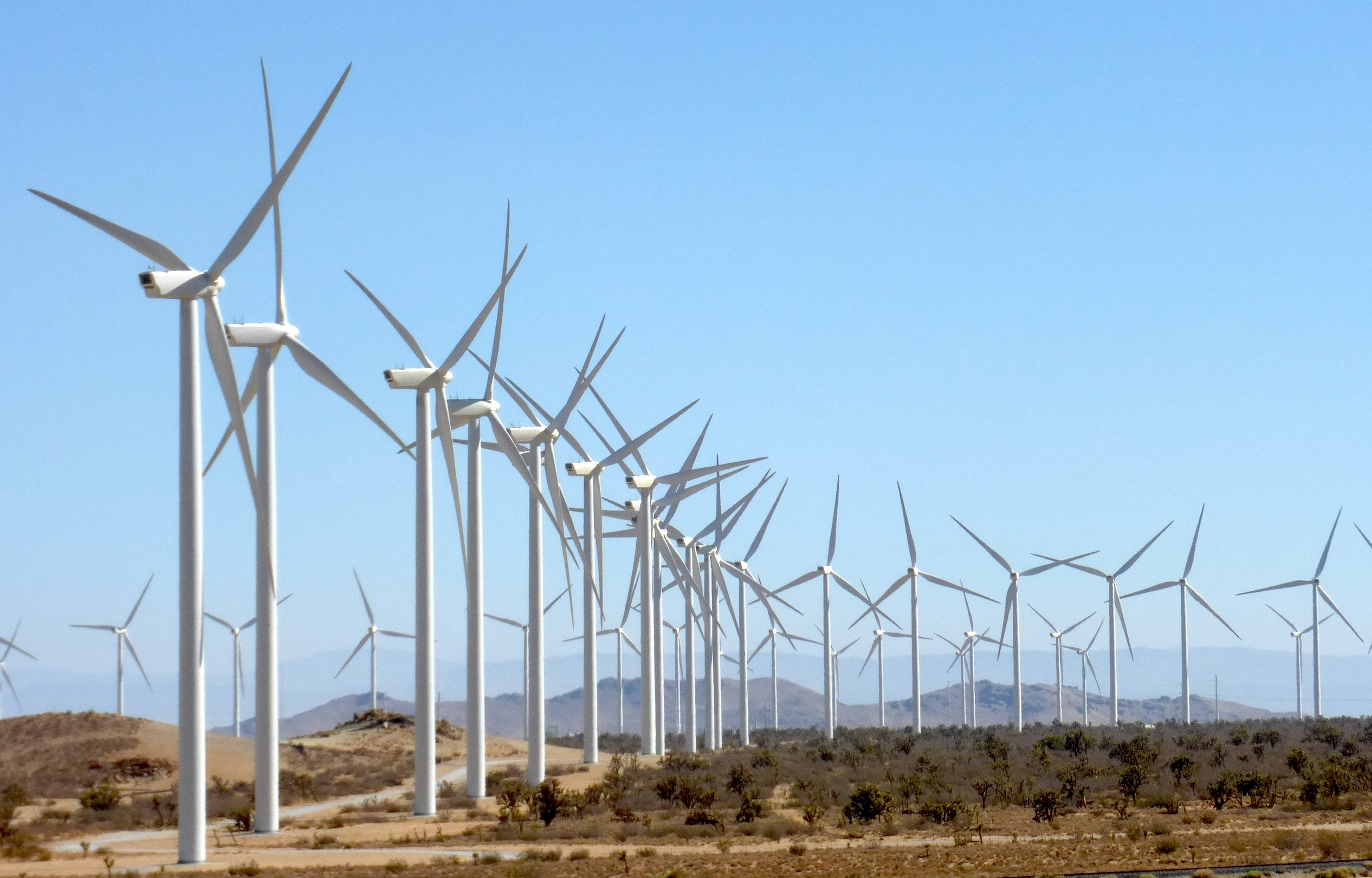
El Centro de Energía Eólica de Alta, California

Debido a la elevada demanda de electricidad, California importa más electricidad que ningún otro estado, principalmente energía hidroeléctrica de los estados del noroeste del Pacífico (a través de la ruta 15 y la ruta 66) y producción de carbón y gas natural del suroeste desértico a través de la ruta 46. Los yacimientos de crudo y gas natural del estado se encuentran en el Valle Central y a lo largo de la costa, incluido el gran campo petrolífero Midway-Sunset. Las centrales eléctricas de gas natural suelen representar más de la mitad de la generación eléctrica del estado.
Como resultado del fuerte movimiento ecologista del estado, California tiene algunos de los objetivos más agresivos en materia de energías renovables de Estados Unidos, con el objetivo de que California obtenga un tercio de su electricidad a partir de energías renovables en 2020. En la actualidad, en el desierto de Mojave se encuentran varias centrales solares, como la instalación Solar Energy Generating Systems. Los parques eólicos de California incluyen Altamont Pass, San Gorgonio Pass y Tehachapi Pass. En la zona de Tehachapi también se encuentra el Proyecto de Almacenamiento de Energía de Tehachapi Varias presas de todo el estado proporcionan energía hidroeléctrica. Sería posible convertir el suministro total en energía 100 % renovable, incluyendo calefacción, refrigeración y movilidad, para 2050.
California también alberga dos grandes centrales nucleares: Diablo Canyon y San Onofre, esta última cerrada en 2013. Más de 1.700 toneladas de residuos radiactivos se almacenan en San Onofre, que se encuentra en una zona en la que se han registrado tsunamis en el pasado. Los votantes prohibieron la aprobación de nuevas centrales nucleares desde finales de la década de 1970 debido a la preocupación por la eliminación de residuos radiactivos. Además, varias ciudades como Oakland, Berkeley y Davis se han declarado zonas desnuclearizadas.

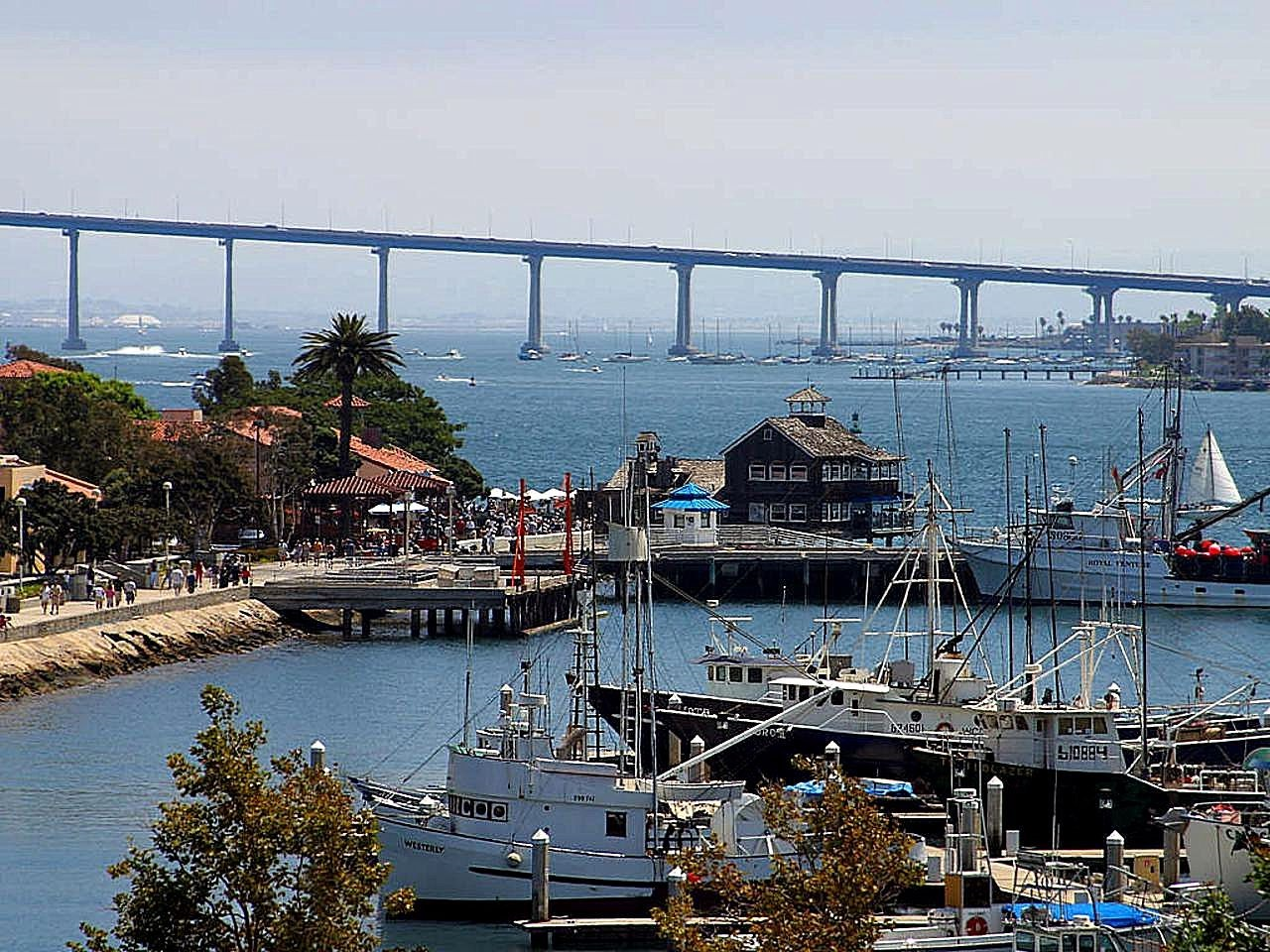
Puente de San Diego - Coronado con el muelle de Coronado en primer plano

### Transporte
El vasto terreno de California está conectado por un extenso sistema de autopistas de acceso controlado ("freeways"), carreteras de acceso limitado ("expressways") y autovías. California es conocida por su cultura del automóvil, lo que da a sus ciudades una reputación de grave congestión del tráfico. La construcción y el mantenimiento de las carreteras estatales y la planificación del transporte en todo el estado son principalmente responsabilidad del Departamento de Transporte de California, apodado "Caltrans". El rápido crecimiento de la población del estado está poniendo a prueba todas sus redes de transporte, y California tiene algunas de las peores carreteras de EE. UU. El 19.º Informe Anual sobre el Rendimiento de los Sistemas de Carreteras Estatales de la Reason Foundation clasificó las carreteras de California como las terceras peores de cualquier estado, con Alaska en segundo lugar y Rhode Island en el primero.
El estado ha sido pionero en la construcción de carreteras. Uno de los hitos más visibles del estado, el puente Golden Gate, fue el puente colgante de mayor luz del mundo, con 1300 m (4200 pies) entre 1937 (cuando se inauguró) y 1964. Con su pintura naranja y sus vistas panorámicas de la bahía, este puente de carretera es una popular atracción turística y también da cabida a peatones y ciclistas. El puente de la bahía de San Francisco-Oakland (a menudo abreviado como "puente de la bahía"), terminado en 1936, transporta unos 280 000 vehículos al día en dos tramos. Sus dos tramos se unen en la isla de Yerba Buena a través del túnel de transporte de mayor diámetro del mundo, con 23 m de ancho por 18 m de alto. La autopista Arroyo Seco Parkway, que une Los Ángeles y Pasadena, se inauguró en 1940 como la primera autopista del oeste de Estados Unidos. Posteriormente se amplió hacia el sur hasta el intercambiador Four Level, en el centro de Los Ángeles, considerado el primer intercambiador apilado jamás construido.

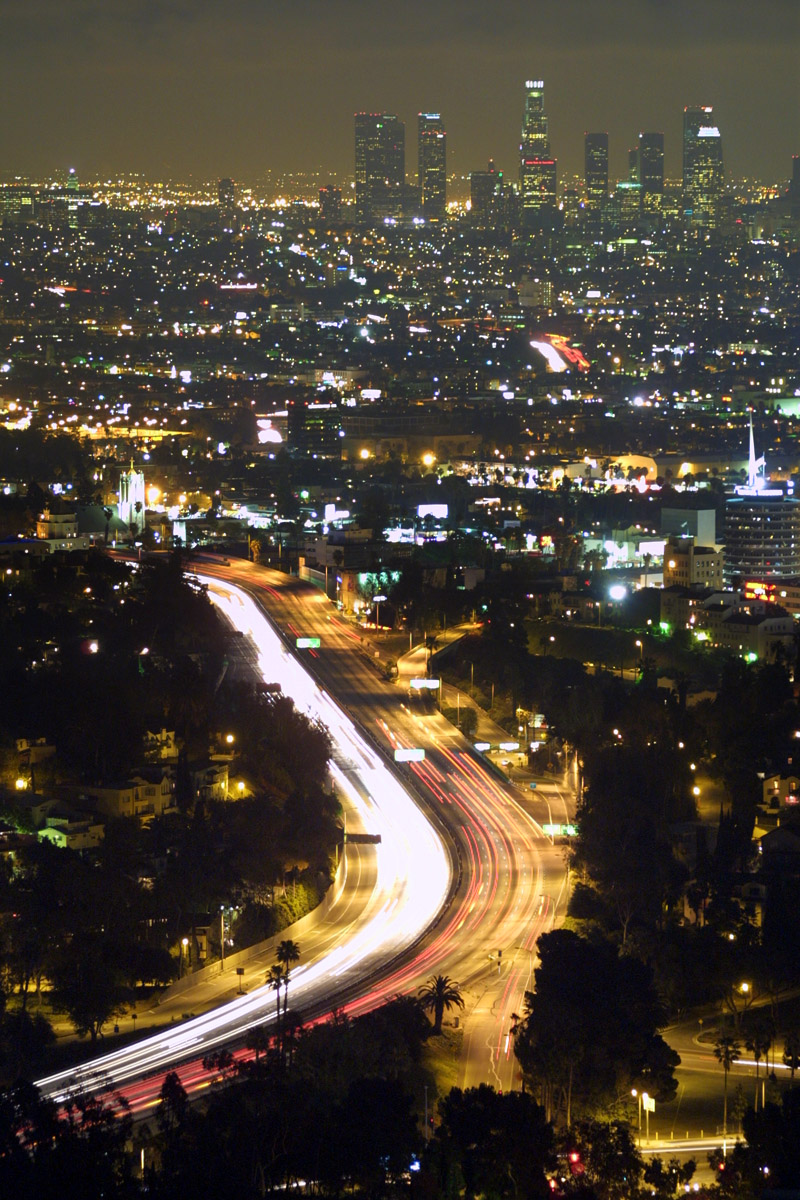
Hollywood Freeway en Los Ángeles

El Aeropuerto Internacional de Los Ángeles (LAX), el 4.º más transitado del mundo en 2018, y el Aeropuerto Internacional de San Francisco (SFO), el 25.º más transitado del mundo en 2018, son importantes centros para el tráfico transpacífico y transcontinental. Hay alrededor de una docena de aeropuertos comerciales importantes y muchos más aeropuertos de aviación general en todo el estado.
California también cuenta con varios puertos marítimos importantes. El Puerto de Los Ángeles y el Puerto de Long Beach, en el sur de California, son el mayor y el segundo mayor puerto marítimo de Estados Unidos, respectivamente, por volumen de carga de contenedores manejada; en 2018, en conjunto, manejan el 31,9 % de todos los TEU de Estados Unidos. El Puerto de Oakland y el Puerto de Hueneme son el décimo y el vigésimo sexto mayor puerto marítimo de Estados Unidos, respectivamente, por número de TEU manejados.
La Patrulla de Carreteras de California es la mayor agencia policial estatal de Estados Unidos en empleo, con más de 10 000 empleados. Son responsables de proporcionar cualquier servicio sancionado por la policía a cualquier persona en las carreteras mantenidas por el estado de California y en la propiedad del estado.
A finales de 2021, 30 610 058 personas en California tenían una licencia de conducir o tarjeta de identificación estatal emitida por el Departamento de Vehículos Motorizados de California, y había 36 229 205 vehículos registrados, incluidos 25 643 076 automóviles, 853 368 motocicletas, 8 981 787 camiones y remolques, y 121 716 vehículos diversos (incluidos vehículos históricos y equipos agrícolas).
Amtrak California presta servicios ferroviarios interurbanos; las tres rutas, Capitol Corridor, Pacific Surfliner y San Joaquín, están financiadas por Caltrans. Estos servicios son las líneas ferroviarias interurbanas más transitadas de Estados Unidos fuera del Corredor Noreste, y el número de pasajeros sigue batiendo récords. Las rutas son cada vez más populares, especialmente la LAX-SFO. Las redes integradas de metro y tren ligero se encuentran en Los Ángeles (Metro Rail) y San Francisco (MUNI Metro). También hay sistemas de metro ligero en San José (VTA), San Diego (San Diego Trolley), Sacramento (RT Light Rail) y el norte del condado de San Diego (Sprinter). Además, hay redes de cercanías en la bahía de San Francisco (ACE, BART, Caltrain, SMART), Los Ángeles (Metrolink) y San Diego (Coaster).
En 1996, el Estado creó la California High-Speed Rail Authority para implantar un extenso sistema ferroviario de 1300 km. Su construcción fue aprobada por los votantes en las elecciones generales de noviembre de 2008, y se calcula que la primera fase de construcción costará 64 200 millones de dólares.

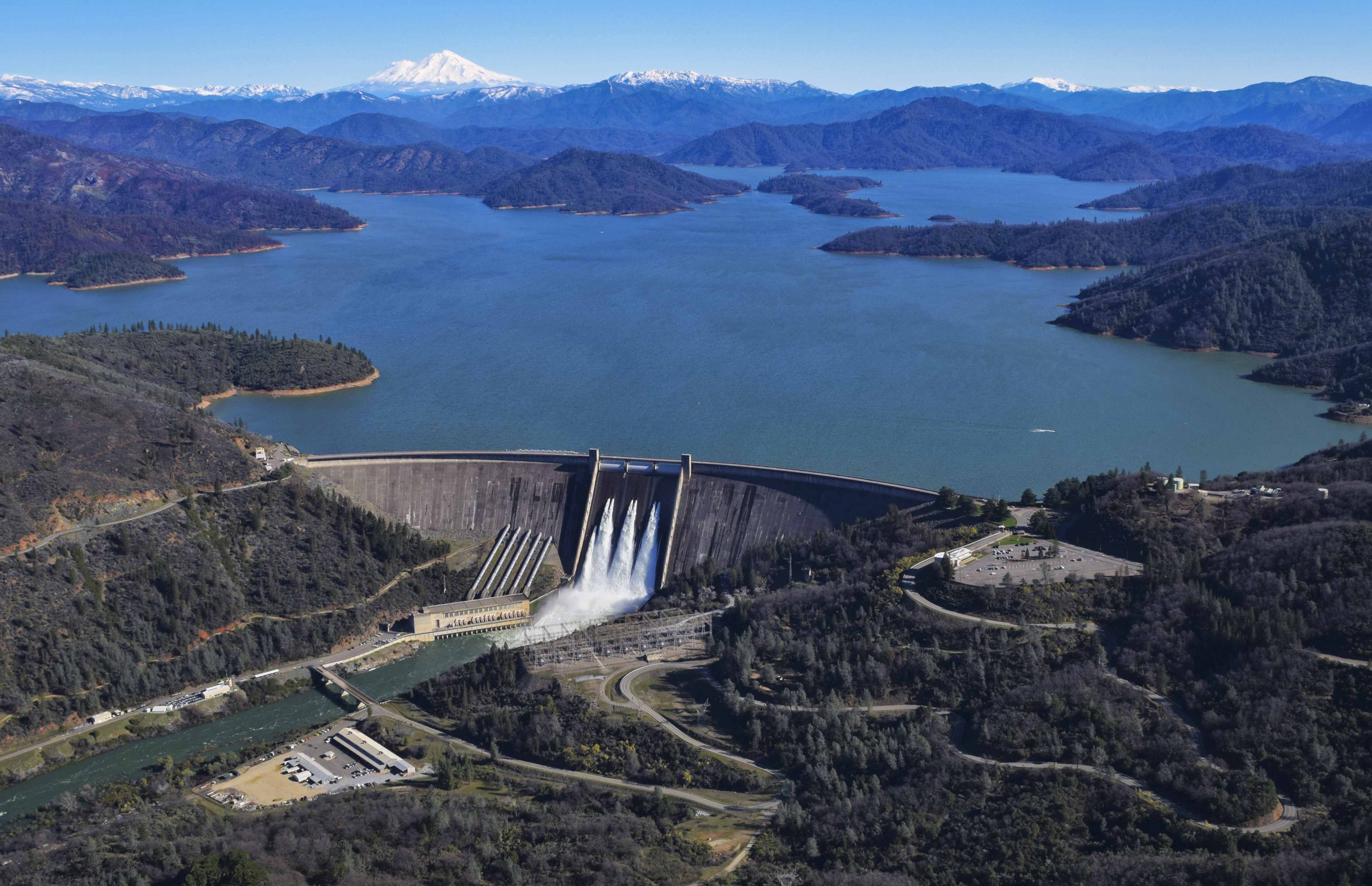
La presa y lago Shasta es el mayor embalse de California.

Casi todos los condados cuentan con líneas de autobús, y muchas ciudades también tienen sus propias líneas de autobús urbano. Greyhound, Megabus y Amtrak Thruway Motorcoach ofrecen viajes interurbanos en autobús.

### Agua
El sistema hídrico interconectado de California es el mayor del mundo, ya que gestiona más de 40 000 000 de acres-pies (49 km3) de agua al año, centrados en seis sistemas principales de acueductos y proyectos de infraestructuras. El uso y la conservación del agua en California es una cuestión políticamente controvertida, ya que el estado sufre sequías periódicas y tiene que equilibrar las demandas de sus grandes sectores agrícola y urbano, especialmente en la árida zona sur del estado. La amplia redistribución del agua en el estado también suscita el frecuente desprecio de los ecologistas.
La guerra del agua de California, un conflicto entre Los Ángeles y el valle de Owens por los derechos sobre el agua, es uno de los ejemplos más conocidos de la lucha por garantizar un suministro de agua adecuado. El exgobernador de California Arnold Schwarzenegger dijo: "Llevamos bastante tiempo en crisis porque ahora somos 38 millones de personas y ya no 18 millones como a finales de los años 60". Así que se convirtió en una batalla entre ecologistas y agricultores y entre el sur y el norte y entre lo rural y lo urbano. Y todo el mundo ha estado luchando durante las últimas cuatro décadas por el agua".

## Deporte

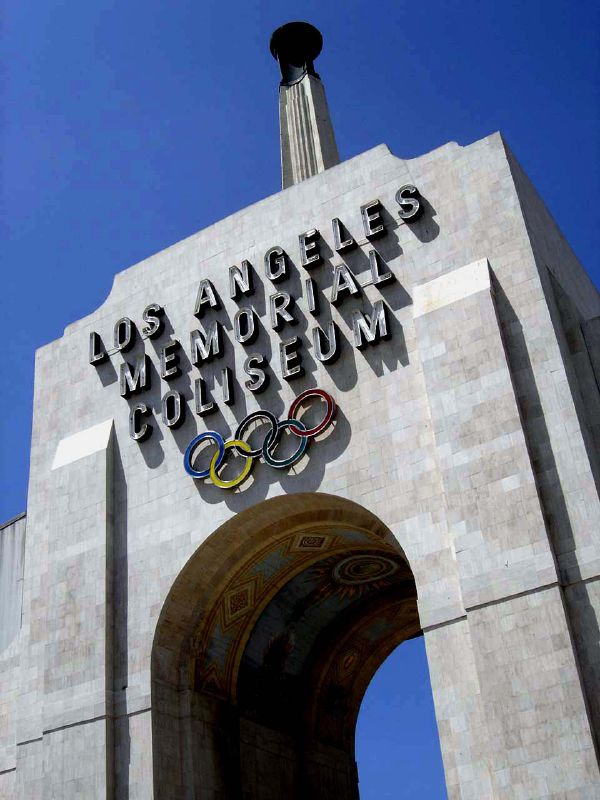
Los Angeles Memorial Coliseum, el único estadio del mundo que ha albergado la celebración de dos Juegos Olímpicos de Verano: en 1932 y en 1984.

California fue sede de los Juegos Olímpicos de Los Ángeles 1932, Squaw Valley 1960 y Los Ángeles 1984, así como de la Copa Mundial de Fútbol de 1994. Actualmente se prepara para la Copa Mundial de Fútbol de 2026 y los Juegos Olímpicos de Los Ángeles 2028.
California tiene veintiún franquicias en las Grandes Ligas de deportes profesionales, muchas más que cualquier otro estado. El área de la Bahía de San Francisco tiene siete equipos en las grandes ligas en tres ciudades, San Francisco, Oakland y San José. Mientras el área metropolitana de Los Ángeles es sede de once franquicias en las Grandes Ligas profesionales. San Diego tiene dos equipos de liga principales, y Sacramento también tiene dos.
Sede de algunas de las más prominentes universidades de los Estados Unidos, California tiene desde hace mucho tiempo respetados programas de deportes universitarios. En particular, los programas atléticos de UC Berkeley, USC, UCLA, Stanford y Fresno State a menudo se clasifican a nivel nacional en varios deportes universitarios. California también es sede del más antiguo de los títulos universitarios denominados "bowl", el anual Rose Bowl, y el Holiday Bowl, entre otros.
Numerosos circuitos de carreras de Estados Unidos se hallan en California. Los principales son el óvalo de Fontana, el callejero de Long Beach y los autódromos de Laguna Seca y Sears Point, así como los desaparecidos Riverside y Ontario. Además de albergar los principales certámenes estadounidenses de automovilismo y motociclismo, el Gran Premio de Long Beach fue una prueba válida para el Campeonato Mundial de Fórmula 1 y actualmente recibe a la IndyCar Series y el United SportsCar Championship, en tanto que Laguna Seca ha albergado pruebas del Campeonato Mundial de Motociclismo y el Campeonato Mundial de Superbikes.
En California se realizan numerosos torneos de golf, entre ellos el Abierto de Los Ángeles y Abierto de San Diego. Los campos de golf de Pebble Beach y Olympic han sido sede de varias ediciones del Abierto de los Estados Unidos.
En tenis, el Masters de Indian Wells pertenece al ATP World Tour Masters 1000 y WTA Premier, y el Torneo de Stanford al WTA Premier. Anteriormente se realizaron el Torneo de Los Ángeles y el Torneo de San José.
En polo se efectuó el Campeonato Mundial de Polo de 1998 en Santa Bárbara y en 2022 se efectuará la XII versión del mundial en Indio.

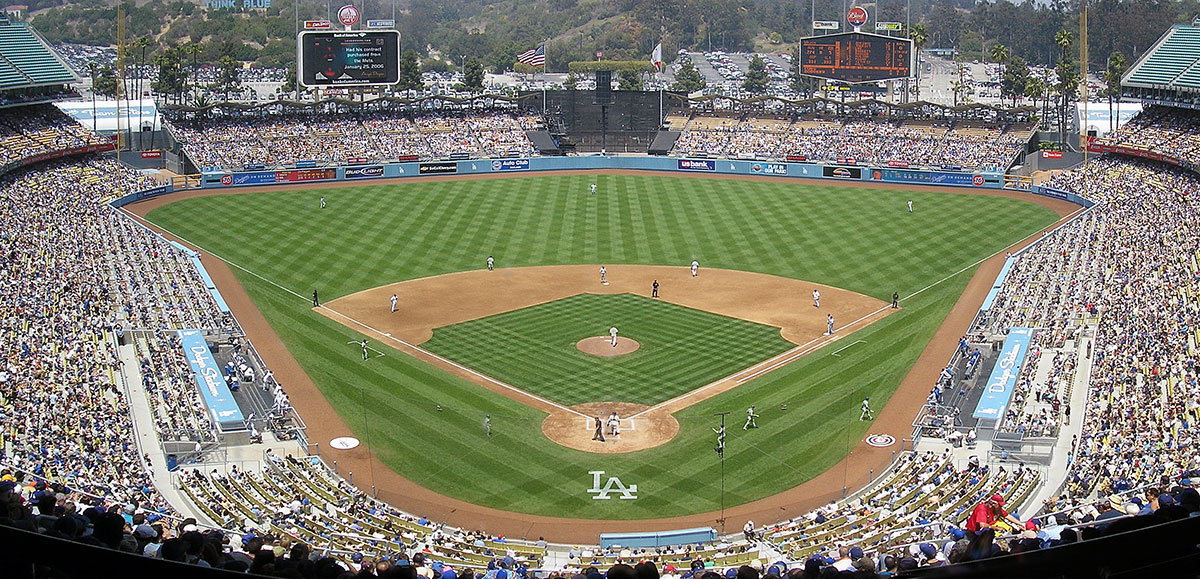
El Dodger Stadium con capacidad para recibir 56.000 personas es el estadio de Béisbol más grande del mundo.

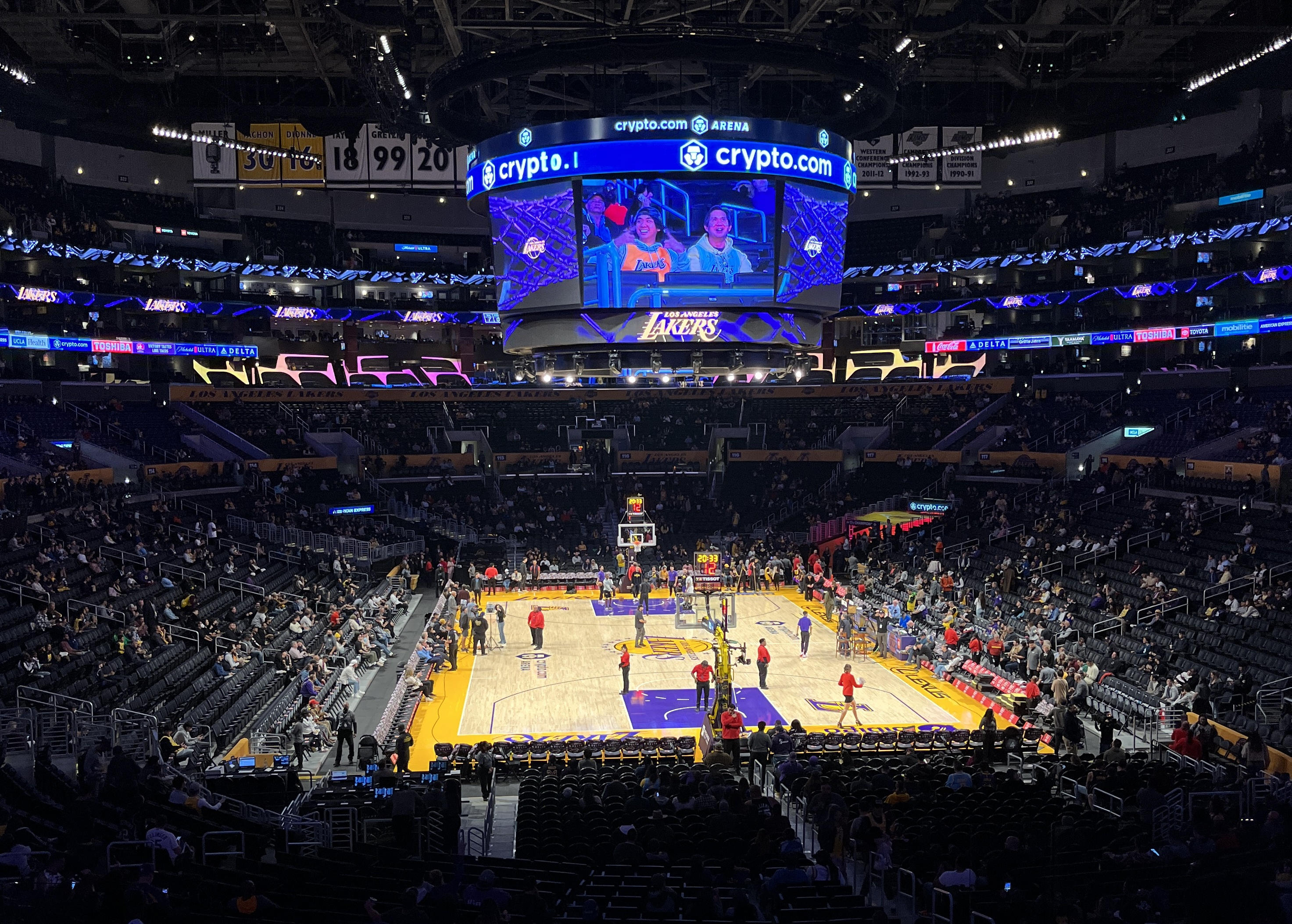
El Crypto.com Arena durante un partido de baloncesto entre Los Angeles Lakers y Sacramento Kings.

A continuación se muestra una lista de los principales equipos de las grandes ligas de deporte profesional de California:
| Equipo                    | Deporte             | Liga                                    | Desde |
| ------------------------- | ------------------- | --------------------------------------- | ----- |
| Los Angeles Chargers      | Fútbol Americano    | National Football League                | 1960  |
| San Francisco 49ers       | Fútbol Americano    | National Football League                | 1946  |
| Los Angeles Rams          | Fútbol Americano    | National Football League                | 1946  |
| Los Angeles Dodgers       | Béisbol             | Major League Baseball                   | 1958  |
| Oakland Athletics         | Béisbol             | Major League Baseball                   | 1968  |
| San Diego Padres          | Béisbol             | Major League Baseball                   | 1969  |
| Los Angeles Angels        | Béisbol             | Major League Baseball                   | 1961  |
| San Francisco Giants      | Béisbol             | Major League Baseball                   | 1958  |
| Los Angeles Galaxy        | Fútbol              | Major League Soccer                     | 1994  |
| San Jose Earthquakes      | Fútbol              | Major League Soccer                     | 1994  |
| Los Angeles Football Club | Fútbol              | Major League Soccer                     | 2014  |
| Golden State Warriors     | Baloncesto          | National Basketball Association         | 1962  |
| Los Angeles Clippers      | Baloncesto          | National Basketball Association         | 1978  |
| Los Angeles Lakers        | Baloncesto          | National Basketball Association         | 1960  |
| Sacramento Kings          | Baloncesto          | National Basketball Association         | 1985  |
| Anaheim Ducks             | Hockey sobre hielo  | National Hockey League                  | 1993  |
| San Jose Sharks           | Hockey sobre hielo  | National Hockey League                  | 1991  |
| Los Angeles Kings         | Hockey sobre hielo  | National Hockey League                  | 1967  |
| San Diego Legion          | Rugby               | Major League Rugby                      | 2018  |
| R.F.C. Los Ángeles        | Rugby               | Major League Rugby                      | 2018  |
| Los Angeles Giltinis      | Rugby               | Major League Rugby                      | 2021  |
| LA Current                | Natación            | Liga Internacional de Natación          | 2019  |
| Cali Condors              | Natación            | Liga Internacional de Natación          | 2019  |
| Los Angeles Sparks        | Baloncesto femenino | Women's National Basketball Association | 1997  |
| Sacramento Monarchs       | Baloncesto femenino | Women's National Basketball Association | 1997  |
| Angel City FC             | Fútbol femenino     | National Women's Soccer League          | 2022  |

## Cultura
La cultura de California es una cultura occidental y tiene más claramente sus raíces modernas en la cultura de Estados Unidos, pero también, históricamente, muchas influencias hispano californianas y mexicanas. Como estado fronterizo y costero, la cultura californiana se ha visto muy influida por varias grandes poblaciones de inmigrantes, especialmente latinoamericanos y asiáticos.
California ha sido durante mucho tiempo objeto de interés en la mente del público y a menudo ha sido promovida por sus impulsores como una especie de paraíso. A principios del siglo XX, gracias a los esfuerzos de promotores estatales y locales, muchos estadounidenses veían en el Estado Dorado un destino turístico ideal, soleado y seco todo el año, con fácil acceso al océano y a las montañas. En la década de 1960, grupos de música popular como The Beach Boys promovieron la imagen de los californianos como playeros relajados y bronceados.
La fiebre del oro de la década de 1850 sigue considerándose un símbolo del estilo económico de California, que tiende a generar modas y auges tecnológicos, sociales, de entretenimiento y económicos, con sus correspondientes caídas.

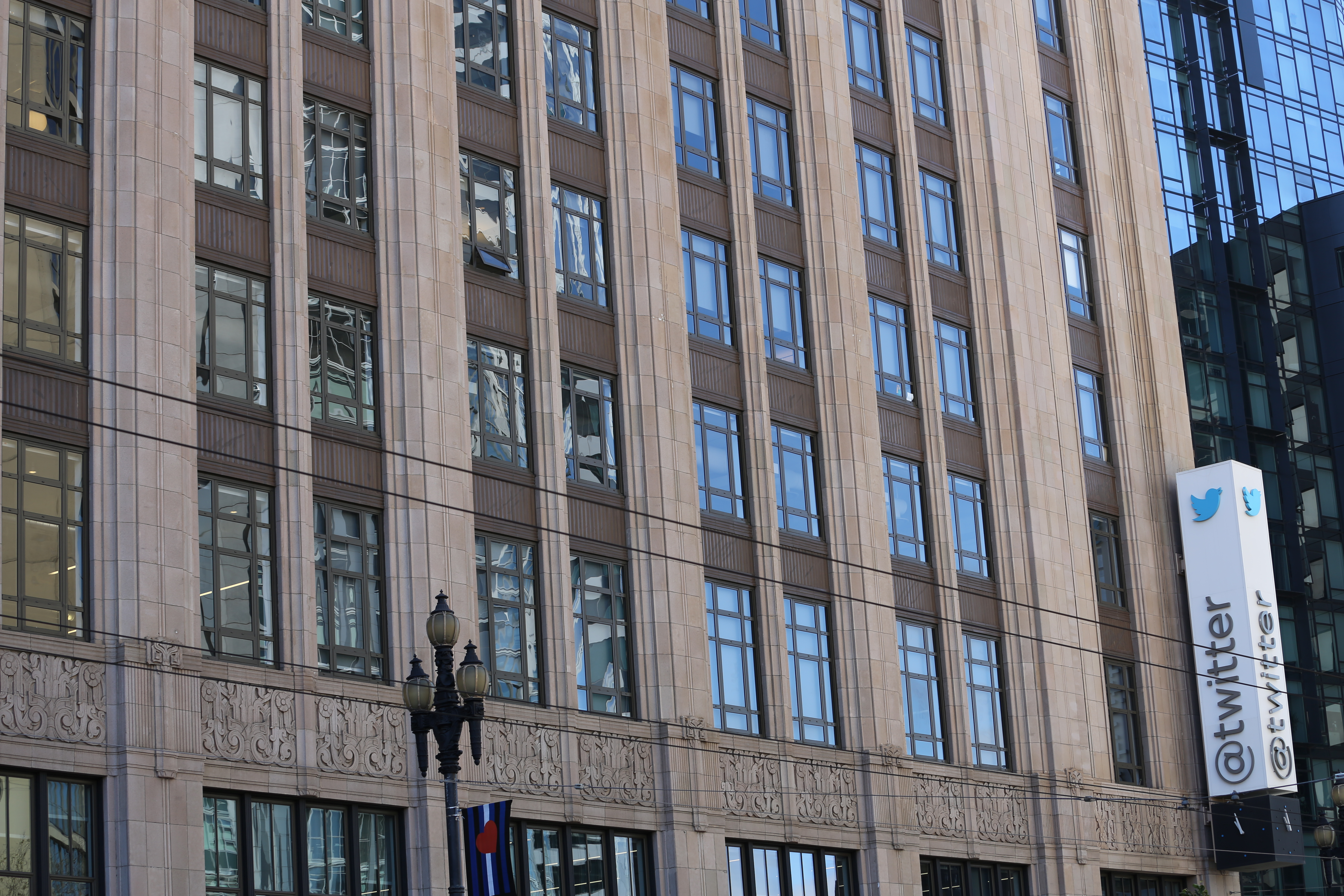
Sede de Twitter en San Francisco

### Medios de comunicación y entretenimiento
Hollywood y el resto de la zona de Los Ángeles son un importante centro mundial del entretenimiento, con los "cinco grandes" estudios cinematográficos de EE. UU. (Columbia, Disney, Paramount, Universal y Warner Bros.), así como muchos estudios cinematográficos menores con sede en la zona o en sus alrededores.
Las cuatro principales cadenas de televisión estadounidenses (ABC, CBS, Fox y NBC) tienen instalaciones de producción y oficinas en el Estado. Las cuatro, más las dos principales cadenas en español (Telemundo y Univisión), tienen al menos dos canales de televisión propios en California, uno en Los Ángeles y otro en la bahía de San Francisco.
La bahía de San Francisco es sede de varias empresas destacadas de medios de comunicación en Internet y redes sociales, incluidas tres de las "Cinco Grandes" empresas tecnológicas (Apple, Facebook y Google), así como otros servicios como Netflix, Pandora Radio, Twitter, Yahoo! y YouTube.
KCBS (AM), una de las emisoras de radio más antiguas de Estados Unidos, fue fundada en 1909. Universal Music Group, uno de los cuatro grandes sellos discográficos, tiene su sede en Santa Mónica. California es también la cuna de varios géneros musicales internacionales, como el Bakersfield Sound, el thrash metal de la Bay Area, el g-funk, el nu metal, el stoner rock, la música surf, el hip hop de la Costa Oeste y el jazz de la Costa Oeste.

### En la cultura popular
- La California del siglo XIX está retratada en los Cuentos californianos (1922) de Adolfo Carrillo (1855-1926).[174]
- La vida en la California del siglo XIX aparece reflejada en la película "La máscara del Zorro", dirigida por Martin Campbell y protagonizada por Antonio Banderas, Catherine Zeta Jones y Anthony Hopkins, así como en su secuela "La leyenda del Zorro", cuyo argumento transcurre durante la incorporación de este territorio a los Estados Unidos.
- California tienen hermanamientos con Alberta, Canadá.[175][176]
- California también es reconocida por haber criado a una numerosa parte de agrupaciones del movimiento nu metal, bandas como Deftones, Korn, System of a Down, Papa Roach, Snot y Linkin Park nacieron en California.